# 2015年
| 千纪： | 3千纪 |
| 世纪： | 20世纪 \| 21世纪 \| 22世纪                                                                                 |
| 年代： | 1980年代 \| 1990年代 \| 2000年代 \| 2010年代 \| 2020年代 \| 2030年代 \| 2040年代                           |
| 年份： | 2010年 \| 2011年 \| 2012年 \| 2013年 \| 2014年 \| 2015年 \| 2016年 \| 2017年 \| 2018年 \| 2019年 \| 2020年 |
| 纪年： | 乙未年（羊年）；民國一百零四年；日本平成二十七年；朝鲜主体一百零四年                                       |
| 月份： | 1月 \| 2月 \| 3月 \| 4月 \| 5月 \| 6月 \| 7月 \| 8月 \| 9月 \| 10月 \| 11月 \| 12月                        |

| 2015年1月 |    |    |    |    |    |    |
| \| 日 \| 一 \| 二 \| 三 \| 四 \| 五 \| 六 \| \| \| \| \| \| 1 \| 2 \| 3 \| \| 4 \| 5 \| 6 \| 7 \| 8 \| 9 \| 10 \| \| 11 \| 12 \| 13 \| 14 \| 15 \| 16 \| 17 \| \| 18 \| 19 \| 20 \| 21 \| 22 \| 23 \| 24 \| \| 25 \| 26 \| 27 \| 28 \| 29 \| 30 \| 31 \| \| \| \| \| \| \| \| \| |    |    |    |    |    |    |
| 日 | 一 | 二 | 三 | 四 | 五 | 六 |
| |    |    |    | 1  | 2  | 3  |
| 4 | 5  | 6  | 7  | 8  | 9  | 10 |
| 11 | 12 | 13 | 14 | 15 | 16 | 17 |
| 18 | 19 | 20 | 21 | 22 | 23 | 24 |
| 25 | 26 | 27 | 28 | 29 | 30 | 31 |
| |    |    |    |    |    |    |

| 日 | 一 | 二 | 三 | 四 | 五 | 六 |
|    |    |    |    | 1  | 2  | 3  |
| 4  | 5  | 6  | 7  | 8  | 9  | 10 |
| 11 | 12 | 13 | 14 | 15 | 16 | 17 |
| 18 | 19 | 20 | 21 | 22 | 23 | 24 |
| 25 | 26 | 27 | 28 | 29 | 30 | 31 |
|    |    |    |    |    |    |    |

| 2015年2月 |    |    |    |    |    |    |
| \| 日 \| 一 \| 二 \| 三 \| 四 \| 五 \| 六 \| \| 1 \| 2 \| 3 \| 4 \| 5 \| 6 \| 7 \| \| 8 \| 9 \| 10 \| 11 \| 12 \| 13 \| 14 \| \| 15 \| 16 \| 17 \| 18 \| 19 \| 20 \| 21 \| \| 22 \| 23 \| 24 \| 25 \| 26 \| 27 \| 28 \| \| \| \| \| \| \| \| \| \| \| \| \| \| \| \| \| |    |    |    |    |    |    |
| 日 | 一 | 二 | 三 | 四 | 五 | 六 |
| 1 | 2  | 3  | 4  | 5  | 6  | 7  |
| 8 | 9  | 10 | 11 | 12 | 13 | 14 |
| 15 | 16 | 17 | 18 | 19 | 20 | 21 |
| 22 | 23 | 24 | 25 | 26 | 27 | 28 |
| |    |    |    |    |    |    |
| |    |    |    |    |    |    |

| 日 | 一 | 二 | 三 | 四 | 五 | 六 |
| 1  | 2  | 3  | 4  | 5  | 6  | 7  |
| 8  | 9  | 10 | 11 | 12 | 13 | 14 |
| 15 | 16 | 17 | 18 | 19 | 20 | 21 |
| 22 | 23 | 24 | 25 | 26 | 27 | 28 |
|    |    |    |    |    |    |    |
|    |    |    |    |    |    |    |

| 2015年3月 |    |    |    |    |    |    |
| \| 日 \| 一 \| 二 \| 三 \| 四 \| 五 \| 六 \| \| 1 \| 2 \| 3 \| 4 \| 5 \| 6 \| 7 \| \| 8 \| 9 \| 10 \| 11 \| 12 \| 13 \| 14 \| \| 15 \| 16 \| 17 \| 18 \| 19 \| 20 \| 21 \| \| 22 \| 23 \| 24 \| 25 \| 26 \| 27 \| 28 \| \| 29 \| 30 \| 31 \| \| \| \| \| \| \| \| \| \| \| \| \| |    |    |    |    |    |    |
| 日 | 一 | 二 | 三 | 四 | 五 | 六 |
| 1 | 2  | 3  | 4  | 5  | 6  | 7  |
| 8 | 9  | 10 | 11 | 12 | 13 | 14 |
| 15 | 16 | 17 | 18 | 19 | 20 | 21 |
| 22 | 23 | 24 | 25 | 26 | 27 | 28 |
| 29 | 30 | 31 |    |    |    |    |
| |    |    |    |    |    |    |

| 日 | 一 | 二 | 三 | 四 | 五 | 六 |
| 1  | 2  | 3  | 4  | 5  | 6  | 7  |
| 8  | 9  | 10 | 11 | 12 | 13 | 14 |
| 15 | 16 | 17 | 18 | 19 | 20 | 21 |
| 22 | 23 | 24 | 25 | 26 | 27 | 28 |
| 29 | 30 | 31 |    |    |    |    |
|    |    |    |    |    |    |    |

| 2015年4月 |    |    |    |    |    |    |
| \| 日 \| 一 \| 二 \| 三 \| 四 \| 五 \| 六 \| \| \| \| \| 1 \| 2 \| 3 \| 4 \| \| 5 \| 6 \| 7 \| 8 \| 9 \| 10 \| 11 \| \| 12 \| 13 \| 14 \| 15 \| 16 \| 17 \| 18 \| \| 19 \| 20 \| 21 \| 22 \| 23 \| 24 \| 25 \| \| 26 \| 27 \| 28 \| 29 \| 30 \| \| \| \| \| \| \| \| \| \| \| |    |    |    |    |    |    |
| 日 | 一 | 二 | 三 | 四 | 五 | 六 |
| |    |    | 1  | 2  | 3  | 4  |
| 5 | 6  | 7  | 8  | 9  | 10 | 11 |
| 12 | 13 | 14 | 15 | 16 | 17 | 18 |
| 19 | 20 | 21 | 22 | 23 | 24 | 25 |
| 26 | 27 | 28 | 29 | 30 |    |    |
| |    |    |    |    |    |    |

| 日 | 一 | 二 | 三 | 四 | 五 | 六 |
|    |    |    | 1  | 2  | 3  | 4  |
| 5  | 6  | 7  | 8  | 9  | 10 | 11 |
| 12 | 13 | 14 | 15 | 16 | 17 | 18 |
| 19 | 20 | 21 | 22 | 23 | 24 | 25 |
| 26 | 27 | 28 | 29 | 30 |    |    |
|    |    |    |    |    |    |    |

| 2015年5月 |    |    |    |    |    |    |
| \| 日 \| 一 \| 二 \| 三 \| 四 \| 五 \| 六 \| \| \| \| \| \| \| 1 \| 2 \| \| 3 \| 4 \| 5 \| 6 \| 7 \| 8 \| 9 \| \| 10 \| 11 \| 12 \| 13 \| 14 \| 15 \| 16 \| \| 17 \| 18 \| 19 \| 20 \| 21 \| 22 \| 23 \| \| 24 \| 25 \| 26 \| 27 \| 28 \| 29 \| 30 \| \| 31 \| \| \| \| \| \| \| |    |    |    |    |    |    |
| 日 | 一 | 二 | 三 | 四 | 五 | 六 |
| |    |    |    |    | 1  | 2  |
| 3 | 4  | 5  | 6  | 7  | 8  | 9  |
| 10 | 11 | 12 | 13 | 14 | 15 | 16 |
| 17 | 18 | 19 | 20 | 21 | 22 | 23 |
| 24 | 25 | 26 | 27 | 28 | 29 | 30 |
| 31 |    |    |    |    |    |    |

| 日 | 一 | 二 | 三 | 四 | 五 | 六 |
|    |    |    |    |    | 1  | 2  |
| 3  | 4  | 5  | 6  | 7  | 8  | 9  |
| 10 | 11 | 12 | 13 | 14 | 15 | 16 |
| 17 | 18 | 19 | 20 | 21 | 22 | 23 |
| 24 | 25 | 26 | 27 | 28 | 29 | 30 |
| 31 |    |    |    |    |    |    |

| 2015年6月 |    |    |    |    |    |    |
| \| 日 \| 一 \| 二 \| 三 \| 四 \| 五 \| 六 \| \| \| 1 \| 2 \| 3 \| 4 \| 5 \| 6 \| \| 7 \| 8 \| 9 \| 10 \| 11 \| 12 \| 13 \| \| 14 \| 15 \| 16 \| 17 \| 18 \| 19 \| 20 \| \| 21 \| 22 \| 23 \| 24 \| 25 \| 26 \| 27 \| \| 28 \| 29 \| 30 \| \| \| \| \| \| \| \| \| \| \| \| \| |    |    |    |    |    |    |
| 日 | 一 | 二 | 三 | 四 | 五 | 六 |
| | 1  | 2  | 3  | 4  | 5  | 6  |
| 7 | 8  | 9  | 10 | 11 | 12 | 13 |
| 14 | 15 | 16 | 17 | 18 | 19 | 20 |
| 21 | 22 | 23 | 24 | 25 | 26 | 27 |
| 28 | 29 | 30 |    |    |    |    |
| |    |    |    |    |    |    |

| 日 | 一 | 二 | 三 | 四 | 五 | 六 |
|    | 1  | 2  | 3  | 4  | 5  | 6  |
| 7  | 8  | 9  | 10 | 11 | 12 | 13 |
| 14 | 15 | 16 | 17 | 18 | 19 | 20 |
| 21 | 22 | 23 | 24 | 25 | 26 | 27 |
| 28 | 29 | 30 |    |    |    |    |
|    |    |    |    |    |    |    |

| 2015年7月 |    |    |    |    |    |    |
| \| 日 \| 一 \| 二 \| 三 \| 四 \| 五 \| 六 \| \| \| \| \| 1 \| 2 \| 3 \| 4 \| \| 5 \| 6 \| 7 \| 8 \| 9 \| 10 \| 11 \| \| 12 \| 13 \| 14 \| 15 \| 16 \| 17 \| 18 \| \| 19 \| 20 \| 21 \| 22 \| 23 \| 24 \| 25 \| \| 26 \| 27 \| 28 \| 29 \| 30 \| 31 \| \| \| \| \| \| \| \| \| \| |    |    |    |    |    |    |
| 日 | 一 | 二 | 三 | 四 | 五 | 六 |
| |    |    | 1  | 2  | 3  | 4  |
| 5 | 6  | 7  | 8  | 9  | 10 | 11 |
| 12 | 13 | 14 | 15 | 16 | 17 | 18 |
| 19 | 20 | 21 | 22 | 23 | 24 | 25 |
| 26 | 27 | 28 | 29 | 30 | 31 |    |
| |    |    |    |    |    |    |

| 日 | 一 | 二 | 三 | 四 | 五 | 六 |
|    |    |    | 1  | 2  | 3  | 4  |
| 5  | 6  | 7  | 8  | 9  | 10 | 11 |
| 12 | 13 | 14 | 15 | 16 | 17 | 18 |
| 19 | 20 | 21 | 22 | 23 | 24 | 25 |
| 26 | 27 | 28 | 29 | 30 | 31 |    |
|    |    |    |    |    |    |    |

| 2015年8月 |    |    |    |    |    |    |
| \| 日 \| 一 \| 二 \| 三 \| 四 \| 五 \| 六 \| \| \| \| \| \| \| \| 1 \| \| 2 \| 3 \| 4 \| 5 \| 6 \| 7 \| 8 \| \| 9 \| 10 \| 11 \| 12 \| 13 \| 14 \| 15 \| \| 16 \| 17 \| 18 \| 19 \| 20 \| 21 \| 22 \| \| 23 \| 24 \| 25 \| 26 \| 27 \| 28 \| 29 \| \| 30 \| 31 \| \| \| \| \| \| |    |    |    |    |    |    |
| 日 | 一 | 二 | 三 | 四 | 五 | 六 |
| |    |    |    |    |    | 1  |
| 2 | 3  | 4  | 5  | 6  | 7  | 8  |
| 9 | 10 | 11 | 12 | 13 | 14 | 15 |
| 16 | 17 | 18 | 19 | 20 | 21 | 22 |
| 23 | 24 | 25 | 26 | 27 | 28 | 29 |
| 30 | 31 |    |    |    |    |    |

| 日 | 一 | 二 | 三 | 四 | 五 | 六 |
|    |    |    |    |    |    | 1  |
| 2  | 3  | 4  | 5  | 6  | 7  | 8  |
| 9  | 10 | 11 | 12 | 13 | 14 | 15 |
| 16 | 17 | 18 | 19 | 20 | 21 | 22 |
| 23 | 24 | 25 | 26 | 27 | 28 | 29 |
| 30 | 31 |    |    |    |    |    |

| 2015年9月 |    |    |    |    |    |    |
| \| 日 \| 一 \| 二 \| 三 \| 四 \| 五 \| 六 \| \| \| \| 1 \| 2 \| 3 \| 4 \| 5 \| \| 6 \| 7 \| 8 \| 9 \| 10 \| 11 \| 12 \| \| 13 \| 14 \| 15 \| 16 \| 17 \| 18 \| 19 \| \| 20 \| 21 \| 22 \| 23 \| 24 \| 25 \| 26 \| \| 27 \| 28 \| 29 \| 30 \| \| \| \| \| \| \| \| \| \| \| \| |    |    |    |    |    |    |
| 日 | 一 | 二 | 三 | 四 | 五 | 六 |
| |    | 1  | 2  | 3  | 4  | 5  |
| 6 | 7  | 8  | 9  | 10 | 11 | 12 |
| 13 | 14 | 15 | 16 | 17 | 18 | 19 |
| 20 | 21 | 22 | 23 | 24 | 25 | 26 |
| 27 | 28 | 29 | 30 |    |    |    |
| |    |    |    |    |    |    |

| 日 | 一 | 二 | 三 | 四 | 五 | 六 |
|    |    | 1  | 2  | 3  | 4  | 5  |
| 6  | 7  | 8  | 9  | 10 | 11 | 12 |
| 13 | 14 | 15 | 16 | 17 | 18 | 19 |
| 20 | 21 | 22 | 23 | 24 | 25 | 26 |
| 27 | 28 | 29 | 30 |    |    |    |
|    |    |    |    |    |    |    |

| 2015年10月 |    |    |    |    |    |    |
| \| 日 \| 一 \| 二 \| 三 \| 四 \| 五 \| 六 \| \| \| \| \| \| 1 \| 2 \| 3 \| \| 4 \| 5 \| 6 \| 7 \| 8 \| 9 \| 10 \| \| 11 \| 12 \| 13 \| 14 \| 15 \| 16 \| 17 \| \| 18 \| 19 \| 20 \| 21 \| 22 \| 23 \| 24 \| \| 25 \| 26 \| 27 \| 28 \| 29 \| 30 \| 31 \| \| \| \| \| \| \| \| \| |    |    |    |    |    |    |
| 日 | 一 | 二 | 三 | 四 | 五 | 六 |
| |    |    |    | 1  | 2  | 3  |
| 4 | 5  | 6  | 7  | 8  | 9  | 10 |
| 11 | 12 | 13 | 14 | 15 | 16 | 17 |
| 18 | 19 | 20 | 21 | 22 | 23 | 24 |
| 25 | 26 | 27 | 28 | 29 | 30 | 31 |
| |    |    |    |    |    |    |

| 日 | 一 | 二 | 三 | 四 | 五 | 六 |
|    |    |    |    | 1  | 2  | 3  |
| 4  | 5  | 6  | 7  | 8  | 9  | 10 |
| 11 | 12 | 13 | 14 | 15 | 16 | 17 |
| 18 | 19 | 20 | 21 | 22 | 23 | 24 |
| 25 | 26 | 27 | 28 | 29 | 30 | 31 |
|    |    |    |    |    |    |    |

| 2015年11月 |    |    |    |    |    |    |
| \| 日 \| 一 \| 二 \| 三 \| 四 \| 五 \| 六 \| \| 1 \| 2 \| 3 \| 4 \| 5 \| 6 \| 7 \| \| 8 \| 9 \| 10 \| 11 \| 12 \| 13 \| 14 \| \| 15 \| 16 \| 17 \| 18 \| 19 \| 20 \| 21 \| \| 22 \| 23 \| 24 \| 25 \| 26 \| 27 \| 28 \| \| 29 \| 30 \| \| \| \| \| \| \| \| \| \| \| \| \| \| |    |    |    |    |    |    |
| 日 | 一 | 二 | 三 | 四 | 五 | 六 |
| 1 | 2  | 3  | 4  | 5  | 6  | 7  |
| 8 | 9  | 10 | 11 | 12 | 13 | 14 |
| 15 | 16 | 17 | 18 | 19 | 20 | 21 |
| 22 | 23 | 24 | 25 | 26 | 27 | 28 |
| 29 | 30 |    |    |    |    |    |
| |    |    |    |    |    |    |

| 日 | 一 | 二 | 三 | 四 | 五 | 六 |
| 1  | 2  | 3  | 4  | 5  | 6  | 7  |
| 8  | 9  | 10 | 11 | 12 | 13 | 14 |
| 15 | 16 | 17 | 18 | 19 | 20 | 21 |
| 22 | 23 | 24 | 25 | 26 | 27 | 28 |
| 29 | 30 |    |    |    |    |    |
|    |    |    |    |    |    |    |

| 2015年12月 |    |    |    |    |    |    |
| \| 日 \| 一 \| 二 \| 三 \| 四 \| 五 \| 六 \| \| \| \| 1 \| 2 \| 3 \| 4 \| 5 \| \| 6 \| 7 \| 8 \| 9 \| 10 \| 11 \| 12 \| \| 13 \| 14 \| 15 \| 16 \| 17 \| 18 \| 19 \| \| 20 \| 21 \| 22 \| 23 \| 24 \| 25 \| 26 \| \| 27 \| 28 \| 29 \| 30 \| 31 \| \| \| \| \| \| \| \| \| \| \| |    |    |    |    |    |    |
| 日 | 一 | 二 | 三 | 四 | 五 | 六 |
| |    | 1  | 2  | 3  | 4  | 5  |
| 6 | 7  | 8  | 9  | 10 | 11 | 12 |
| 13 | 14 | 15 | 16 | 17 | 18 | 19 |
| 20 | 21 | 22 | 23 | 24 | 25 | 26 |
| 27 | 28 | 29 | 30 | 31 |    |    |
| |    |    |    |    |    |    |

| 日 | 一 | 二 | 三 | 四 | 五 | 六 |
|    |    | 1  | 2  | 3  | 4  | 5  |
| 6  | 7  | 8  | 9  | 10 | 11 | 12 |
| 13 | 14 | 15 | 16 | 17 | 18 | 19 |
| 20 | 21 | 22 | 23 | 24 | 25 | 26 |
| 27 | 28 | 29 | 30 | 31 |    |    |
|    |    |    |    |    |    |    |

2015年是一個平年，第一天是星期四。

## 大事記

### 重要热点
- 阿拉伯之春、阿拉伯之冬

1. 叙利亚内战 2011年－至今（2022年）
2. 伊拉克内战 2011年－2017年
3. 第二次利比亚内战 2014年－2020年
4. 也门内战 (2014年至今)

- 自由哨兵行动
- 2015年麦加朝觐踩踏事故
- 2015年安卡拉爆炸案
- 西非埃博拉病毒疫情
- 寨卡病毒疫情
- 2015年尼泊尔地震
- 2015年巴基斯坦热浪
- 2015年印度热浪
- 东方之星号客轮翻沉事件
- 2015年天津港危化品仓库爆炸事故
- 科加雷姆航空9268号班机空难
- 歐洲難民危機
- 查理周刊总部枪击案
- 2015年11月巴黎袭击案
- 八仙樂園彩色派對火災
- 兩岸領導人會面
- 2015年布加勒斯特夜总会爆炸事故
- 一个马来西亚发展有限公司丑闻
- 纳吉起诉林良实诽谤案[1]
- 冥王星

### 详细经过
2015年：1月 - 2月 - 3月 - 4月 - 5月 - 6月 - 7月 - 8月 - 9月 - 10月 - 11月 - 12月
2015年香港：1月 - 2月 - 3月 - 4月 - 5月 - 6月 - 7月 - 8月 - 9月 - 10月 - 11月 - 12月
2015年臺灣：1月 - 2月 - 3月 - 4月 - 5月 - 6月 - 7月 - 8月 - 9月 - 10月 - 11月 - 12月
2015年英國：1月 - 2月 - 3月 - 4月 - 5月 - 6月 - 7月 - 8月 - 9月 - 10月 - 11月 - 12月
2015年美國：1月 - 2月 - 3月 - 4月 - 5月 - 6月 - 7月 - 8月 - 9月 - 10月 - 11月 - 12月
2015年澳門：1月 - 2月 - 3月 - 4月 - 5月 - 6月 - 7月 - 8月 - 9月 - 10月 - 11月 - 12月
2015年中國大陸：1月 - 2月 - 3月 - 4月 - 5月 - 6月 - 7月 - 8月 - 9月 - 10月 - 11月 - 12月
2015年日本：1月 - 2月 - 3月 - 4月 - 5月 - 6月 - 7月 - 8月 - 9月 - 10月 - 11月 - 12月
- 聯合國教科文組織（UNESCO）將2015年，定為國際光之年。[2]

#### 1月
- 1月1日：
  - 臺灣開始採用新放假方式，遇到重大節日逢週六或週日，提前至週五或延後至週一補假。另外1月2日適逢星期五，故彈性放假一天，而於2014年12月27日補行上班上課。
  - 歐亞經濟聯盟正式生效，創造俄羅斯、白俄羅斯、亞美尼亞、哈薩克斯坦和吉爾吉斯斯坦之間的政治和經濟聯盟。
- 1月2日：
  - 立陶宛正式從今年開始使用歐元，成為歐盟第19個會員國。
  - 為多啦A夢等多套外語電視節目配音的香港粵語資深配音員林保全病逝，享年63歲。
- 1月5日——台灣法務部同意前總統陳水扁保外就醫。
- 1月7日至1月9日——法国巴黎发生連環恐怖襲擊，逾20人身亡。
- 1月7日——葉門首都薩那一間警察學院外發生汽車炸彈爆炸，造成至少37人死亡，66人受傷。另有報導證實至少造成150人傷亡。
- 1月8日——飾演卡通櫻桃小丸子的配角爺爺配音員胡立成辭世。
- 1月9日——農委會在1月9日證實，台灣屏東縣大型蛋雞場爆發新型H5N2高病原性禽流感，目前疫情已逐漸蔓延至高雄市、台南市、嘉義縣、雲林縣....等，多半是台灣西部縣市，另外北部的桃園市也有傳出相關疫情。
- 1月9日至1月31日——2015年亞洲盃足球賽在澳大利亞舉行。
- 1月13日：
  - Windows 7主流支援到期。
  - 2015年臺北西門町雙屍案
  - 女權作家施寄青因心臟病逝世，享年68歲。
- 1月15日——空中巴士A350 XWB首次由卡達航空商業飛行，從卡達首都多哈（哈马德国际机场）至德國法蘭克福（法蘭克福國際機場）。
- 1月15日至2月1日——2015年世界男子手球錦標賽在卡塔爾舉行
- 1月16日——中国著名青年女歌手，曾参加《中国好声音》一炮走红的姚贝娜因乳腺癌复发在深圳病逝，年仅33岁。
- 1月17日至2月8日——2015年非洲國家盃在赤道幾內亞舉行
- 1月19日——臺中清泉崗機場槍擊事件，當事人張坤明奪警槍與警方駁火，最後身中四槍身亡。
- 1月20日——桃園市新屋保齡球館火災，桃園市新屋區1棟3層鐵皮建築的保齡球館發生火警，造成6名警消不幸殉職。
- 1月22日至2月1日——2015年冬季世界大學生運動會在西班牙格拉納達舉行。
- 1月23日——中國研究石頭剪刀布獲勝法，榮獲麻省理工大獎。
- 1月25日：
  - 希臘舉行議會選舉，反緊縮的激進左翼聯盟獲勝。
  - 地中海航運（Mediterranean Shipping Company）擁有、由韓國大宇集團（Daewoo）建造的世界最大貨櫃船「奧斯卡」號。這艘以該公司主席迭戈·阿龐特的兒子命名的貨船，能夠承載19224個20英尺標凖貨櫃，第一次全面啟航。超越目前世界最大貨櫃船「中海环球号」（CSCL Globe），離該船啟航相隔53天[3]。
- 1月26日——希臘1架F-16戰鬥機今天在西班牙軍事基地參與北大西洋公約組織（NATO）演習，起飛沒多久即失去動力墜落，撞及停機坪其他飛機。至少10人喪生，其中包括2名希臘籍飛行員，13人受傷。

#### 2月
- 2月1日——伊斯蘭恐怖組織伊斯蘭國先後發表影片，表示已經處決了日本安全顧問湯川遙菜和自由記者後藤健二。
- 2月2日——杭州地铁4号线开通运营。
- 2月3日——伊斯蘭恐怖組織伊斯蘭國發表影片，表示已經處決了約旦皇家空軍中尉飛行員米那·薩菲·優素福·卡薩斯貝。

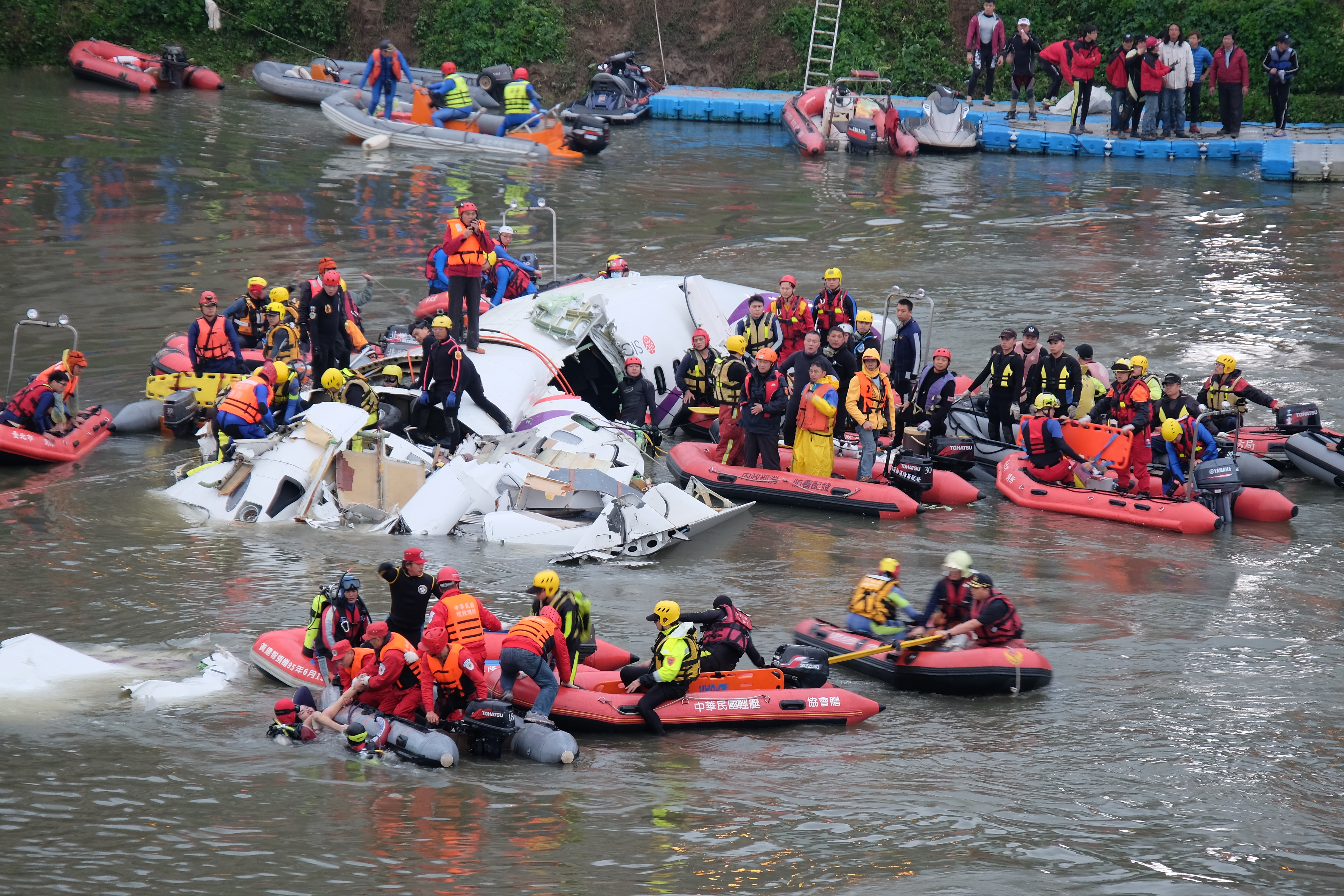
臺灣不足一年內的第二宗嚴重空難奪43命

- 2月4日——台灣台北市發生空難，釀成43死15傷。--復興航空235號班機空難[4]
- 2月7日——為補足因先前地方首長選舉所造成之立法委員缺額，本日分別於苗栗縣第二選舉區、臺中市第六選舉區、彰化縣第四選舉區、南投縣第二選舉區、屏東縣第三選舉區等5個選區舉行補選，並由徐志榮、黃國書、陳素月、許淑華、莊瑞雄等5人當選[5][6]。
- 2月10日：
  - 因涉及臺南市議會議長賄選案，臺灣臺南地方法院裁定李全教、蔡啟新、楊明達、林聰彬等4人羈押、禁見[7][8][9]。
  - 因參與太陽花運動，林飛帆、陳為廷、黃國昌、蔡丁貴、魏揚、洪崇晏等119人遭臺灣臺北地方法院檢察署起訴[10][11]。
- 2月11日——法務部矯正署高雄監獄發生挾持事件，6名受刑人挾持典獄長、科長等人--2015年高雄監獄挾持事件[12][13]
- 2月14日：
  - 台灣台東縣清晨4：06分外海發生芮氏規模6.3地震，最大震度台東市5級，全台灣皆有感！
  - 2015年世界板球錦標賽在澳洲及紐西蘭舉行，3月29日結束。
- 2月18日——2015年世界場地單車錦標賽在法國聖康丁昂伊夫利納（英语：Saint-Quentin-en-Yvelines）舉行，2月22日結束，為期5天。
- 2月23日——孟加拉中部地區一艘渡輪與貨船相撞後翻覆，至少33人喪生

#### 3月
- 3月6日：
  - 2015年戴維斯杯（英语：2015_Davis_Cup）舉行，11月29日結束。
  - 2015年世界鐵人三項錦標賽（英语：2015_ITU_World_Triathlon_Series）舉行，9月20日結束。
- 3月8日——缅甸政府军和民地武装发生冲突时，有流弹落入中国一侧，造成民房受损，幸无人员伤亡，中国向缅方表达严重关切，要求缅方尽快查明情况，并采取有效措施，杜绝类似事件再次发生。
- 3月9日——瑞士陽光動力號2號在阿布達比起飛，開始環繞地球一圈的航程。
- 3月12日：
  - 缅甸一架军机进入中国境内，投下两枚炸弹后坠毁，飞机残骸于3月13日下午16时左右在薄刀山被中国民众发现。
  - 中華民國國父孫中山先生逝世90周年。
- 3月13日——下午16时30分左右，缅甸空军战机第四次突入中国境内，并第三次对中國境内投弹，造成中国云南省临沧市耿马县孟定镇大水桑树村正在甘蔗地作业的无辜平民4死9伤。3月13日晚，中国外交部副部长刘振民紧急召见缅甸驻中国大使帝林翁，就缅甸军机造成中方死伤提出严正交涉。同日晚上，緬甸一艘載有約300人的渡輪翻側，釀成約100人喪生[14]，多人失蹤，171人獲救生還。同日，太平洋島國瓦努瓦圖首都維拉港被五級熱帶氣旋「帕姆」以中心風力250公里的威力正面吹襲，44人喪生[15]。
- 3月13日——2015年世界短道競速滑冰錦標賽在俄羅斯莫斯科舉行，3月15日結束，為期3天。
- 3月14日——2015年世界女子冰壺錦標賽（英语：2015_World_Women's_Curling_Championship）在日本札幌舉行，3月22日結束，為期9天。
- 3月14日——北陸新幹線長野——金澤路段通車營運。同日下午，巴西一輛旅遊巴在南部聖卡塔琳娜州一個彎位失控，直墜400米深的河谷，51人喪生[16]。出事位置靠近一個著名景區，現場的無線電和手機信號較弱，增加搜救難度。
- 3月14日——据中国地震台网测定，3月14日14时13分在安徽省阜阳市市辖区（颍泉区）附近（北纬33.0度，东经115.9度）发生4.3级地震，震源深度10公里，造成农村地区2人死亡，15人受伤，其中重伤5人，5名重伤者在安徽阜阳市第五人民医院接受治疗。
- 3月16日——台北時間上午10時40分許，傳出一架輕航機在屏東縣大鵬灣墜潟湖，機上2人落水被救起無生命跡象，送醫急救後宣告死亡。
- 3月17日──台灣中央選舉委員會開會決議：第14屆總統暨第9屆立法委員選舉於中華民國105年（2016年）1月16日舉行。
- 3月19日——攻打民地武裝東山頭據點屢屢受挫的緬甸政府軍士兵開始在牛坪子垻村一帶大肆屠殺平民實行三光政策，牛坪垻子村村裡有十餘人被緬軍士兵殘忍殺害，當地的楊老得，李寶林以及另外三位楊姓村民已被緬軍士兵在鄉政府打死，截至報道時間（19日下午14：:00），有目擊者稱，緬軍士兵在鄉政府還綁著兩位村民，生命垂危。
- 3月20日——也門首都薩那2座清真寺遭受連續自殺式炸彈恐怖襲擊，結果釀成140餘人遇害300餘傷[17]。襲擊發生時是最多信徒聚集祈禱的時間，現場慘不忍睹，屍體斷肢隨處可見，死傷者被臨時找來毛毯包裹，醫院不斷有傷者湧入。同日，印度北方邦發生火車出軌事故，造成36死150傷[18]。事發在當地早上，列車來自北方邦的瓦拉納西，駛至巴雷利附近時，火車頭及兩節車廂出軌。火車司機沒有受傷，隨後被當局扣查問話。
- 3月23日：
  - 台灣花蓮縣晚間18：13分外海發生芮氏規模6.3地震，花蓮縣磯崎鄉震度達到6級，全台灣都感受到搖晃
  - 秘魯中部瓦爾邁附近發生嚴重車禍，一輛北行線的長途巴士，凌晨駛至首都利馬以北，約300公里這段公路時，突然越過對面行車線，與一輛長途巴士相撞，再連環撞向另一輛長途巴士和貨櫃車，其中一輛巴士撞到斷開多截，另外兩架涉事巴士亦撞至翻側，殘骸及碎片散滿一地。衛生部長前往現場指揮救援，當局出動直升機將傷者送院，釀成40死80餘傷[19]，當中十人情況危殆。秘魯缺乏嚴格交通守則，導致事故經常發生，被世界衛生組織列為交通死亡率最高的國家之一，其中2013年10月，一輛超載客貨車在秘魯東南部庫斯科附近墜入深谷，51人遇難[19]。
  - 中国大陆著名相声演员，央视七套《每日农经》曾经的节目主持人：笑林因白血病恶化引发败血症在北京去世，年仅59岁。
  - 2015年世界花式滑冰锦标赛在中国上海举行，3月29日结束，为期7天。
- 3月24日——自西班牙巴塞隆納機場起飛的德國之翼航空9525號班機在法國阿爾卑斯山墜毀，造成機上150人全數死亡。
- 3月28日：
  - 2015年世界女子冰球錦標賽在瑞典馬爾摩舉行，4月4日結束，為期8天。
  - 2015年世界男子冰壺錦標賽（英语：2015_Ford_World_Men's_Curling_Championship）在加拿大哈利法克斯舉行，4月5日結束，為期9天。
- 3月29日：
  - 港鐵港島綫西延西營盤站正式通車啟用，標誌着西延段3個新車站全部啟用。
  - 香港長者及合資格殘疾人士公共交通票價優惠計劃擴展計劃第一階段實施，涵蓋407條專線小巴路線，覆蓋率約81%。
- 3月30日——沙特阿拉伯多國聯軍的戰機，再次炸中也門的平民設施，今次被擊中的是一個難民營，導致40死250餘傷[20]。
- 3月31日——台灣爆發反亞投行突襲總統府行動。
- 3月——沙烏地阿拉伯為首的聯軍向胡塞武裝組織發動空襲，衝突估計造成逾3500人死亡。[21]

#### 4月
- 4月1日：
  - 兩架隸屬於美國海軍陸戰隊航空兵的F-18戰鬥機因機械故障因素而降落在台灣台南空軍基地，並進行兩天的維修。此為美國與臺灣斷交後，首次有美軍戰機飛抵臺灣。
  - 马来西亚首相纳吉·阿都拉萨正式落实消费税制度，其税率为百分之六，引起民怨。
  - 南京地鐵3號線開通運營。
- 4月2日——肯尼亞北部城市加里薩發生恐怖襲擊，9名索馬里極端組織青年黨槍手闖入一所大學挾持人質，持續16小時後結束，釀成148死70餘傷[22]。警方與槍手對峙12小時後採取行動，擊斃4名槍手，另5人被捕。早前當地內政部表示，815名學生中500名尋回。警方同時宣佈，接壤索馬里邊境的四區，下午6時半至翌晨6時半實施宵禁。今次是1998年美國駐肯雅大使館遭炸彈襲擊以來，當地死傷最慘重的襲擊。同日，俄羅斯遠東堪察加半島鄂霍次克海，一艘載有132人的漁船，在當地凌晨因撞浮冰入水沉沒，造成54死15失蹤[23]。沉沒的「遠東」號漁船，載有78名俄羅斯人，其餘船員來自緬甸、拉脫維亞、烏克蘭和瓦努阿圖。
- 4月5日——中华民国總統蔣中正逝世40周年。
- 4月9日至4月12日——2015年安麗益之源盃世界女子花式撞球錦標賽在臺灣臺北舉行。
- 4月10日——發生臺中捷運綠線鋼樑墜落事故，傍晚17時4分在臺灣臺中市北屯區北屯路和文心路口處，台中捷運烏日文心北屯線（捷運綠線）G4站至G5站間建築工地正在進行吊梁工程時，重達209噸的鋼梁突然掉落，多部駛經的車輛被壓毀，造成4死4傷[24]，事發後捷運綠線已全面停工[25]。
- 4月13日：
  - 一艘運送非法入境者的船，在利比亞對開的地中海沉沒，造成9死約400失蹤，144人獲救生還。[26]
  - 私人國家利伯自由共和國在克羅地亞和塞爾維亞邊界的西加成立。

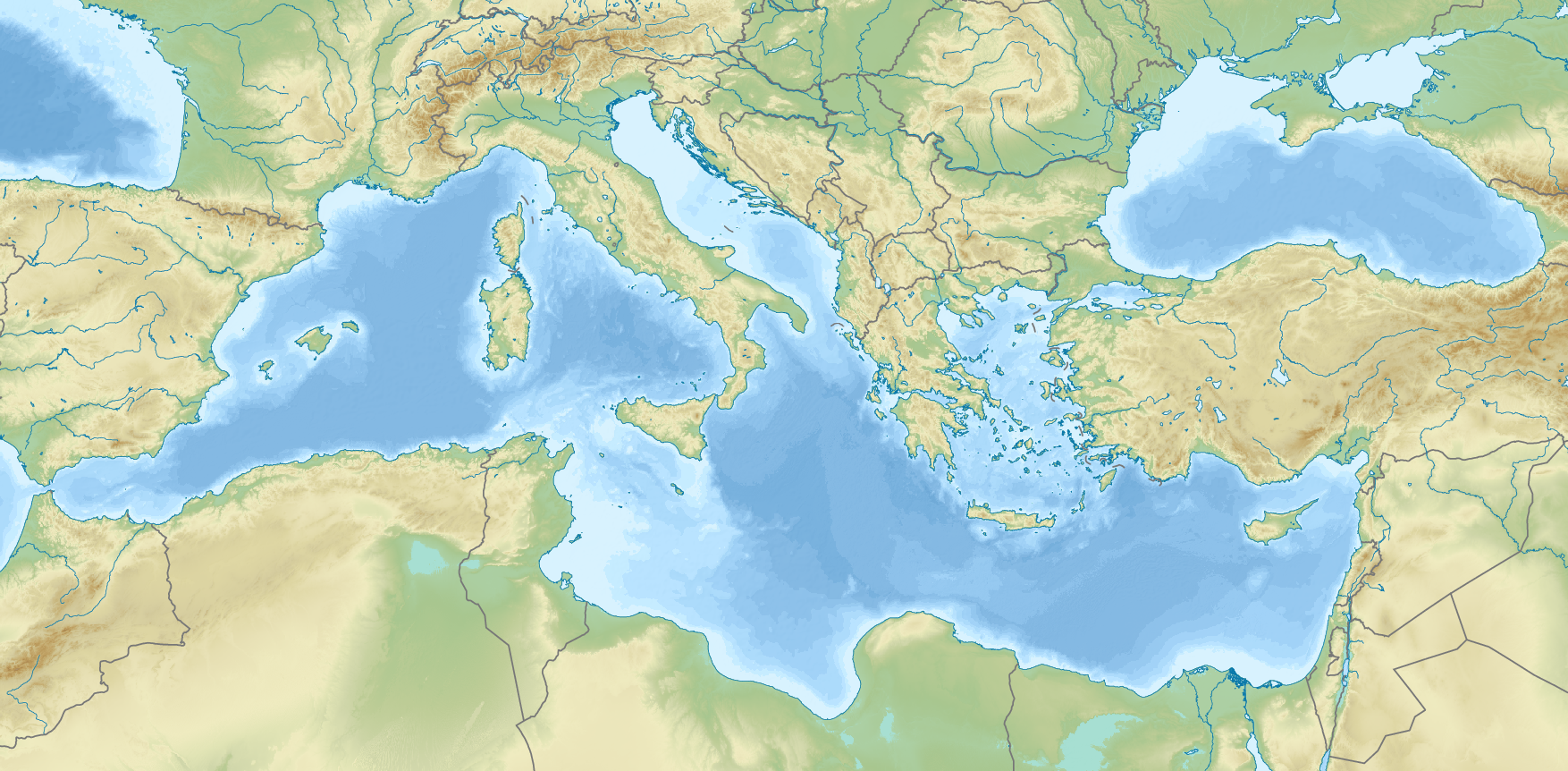
2015年4月，逾1,200名偷渡者命喪地中海

- 4月18日——地中海再次發生偷渡船沉沒並釀成更嚴重的海難事故，一艘運載偷渡客的「蛇船」，在利比亞對開海岸沉沒，結果導致800人喪失生命[27]，僅28人獲救生還，是地中海數十年來最嚴重的單一「蛇船」意外，同時使今年地中海偷渡的死亡人數增至超過1,600人。事發在當地晚上，「蛇船」駛至地中海蘭佩杜薩島以南約193公里附近沉沒，事故原因懷疑是有商船接近時，人蛇突然走向船的其中一邊，希望引起商船的注意，導致船體翻側沉沒。生還者透露，「蛇船」是由一艘漁船改裝而成，船上載有超過700名偷渡客，全部都是打算偷渡往歐洲。
- 4月24日深夜，三名疑似身穿军服的朝鲜男子越境闯入吉林省和龙市龙城镇石人村使用凶器杀害三名村民后逃走，遇害的三名村民分别是抚松县人赵某某（男，55岁）和女儿赵某某（26岁）、延吉市人孙某某（男，67岁），中国外交部向朝方提出严正交涉，朝鲜外交部对此事件暂无回应。
- 4月20日——台灣花蓮縣早上9：42分外海發生芮氏規模6.4地震，全台灣都有感受到明顯搖晃，而地震當時是上班上課時間，許多學生感受到地震，立刻衝至學校操場，台北市也有一些災情傳出，日本也在同一時間偵測到地震，並判定此次地震規模為芮氏規模6.8，與那國島也感受到3～4級左右晃動。另外晚間餘震不斷，其中兩起餘震高達6.2以及6.0，全台灣均有震感。

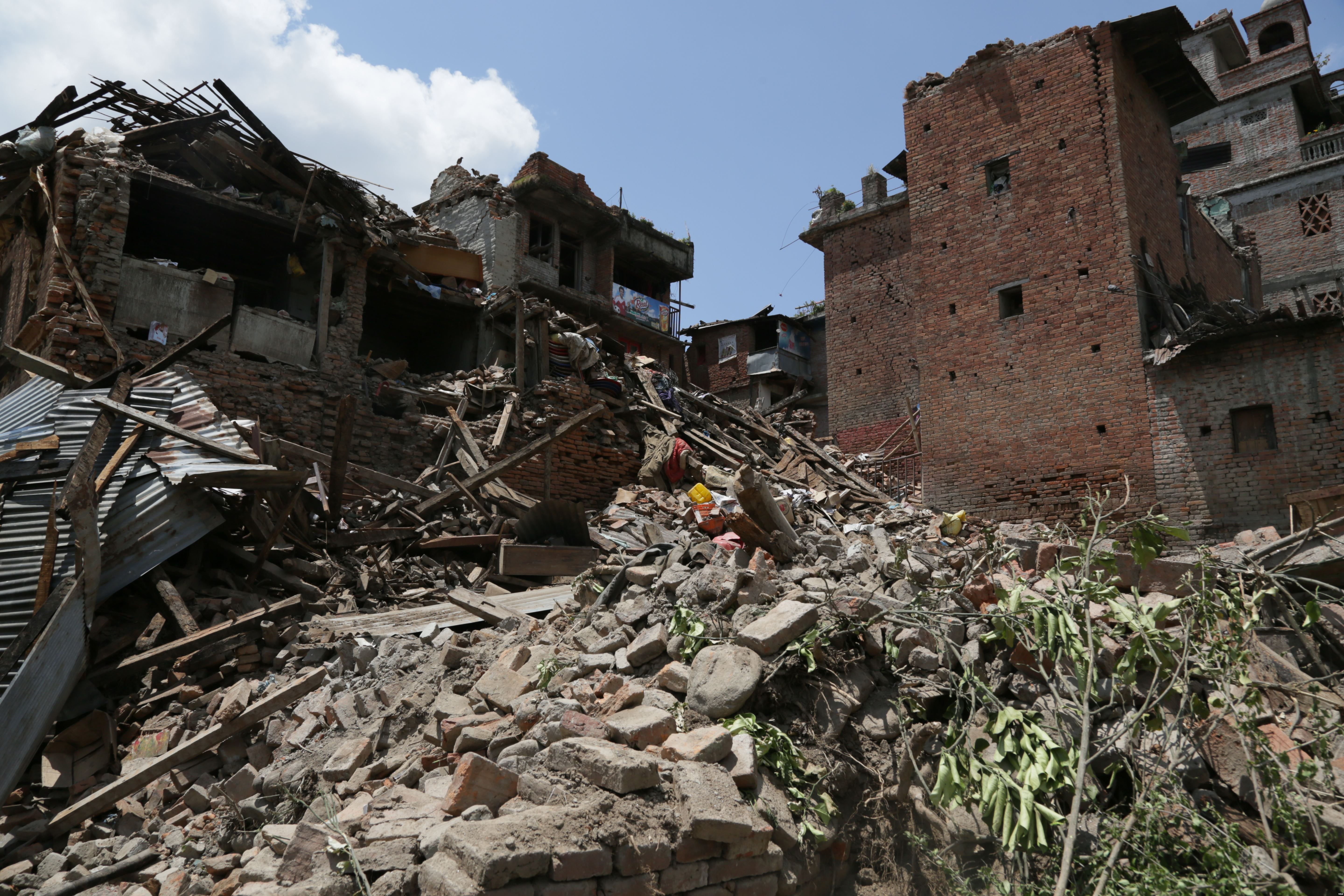
尼泊爾自1934年以來的最強烈地震在多國共奪去9,018人性命

- 4月21日——中華民國陸海空軍懲罰法三讀修正，士兵「禁閉」制走入歷史，改為「悔過」。
- 4月25日——尼泊爾旅遊勝地兼第二大城市博克拉以東、首都加德滿都西北80公里於當地中午12時11分發生強烈地震，美國地質勘探局指震級為黎克特制7.9級，其後修訂至7.8級，震源深度約20公里，之後再有多次餘震，釀成尼泊爾境內8,673死21,952傷[28]，當地死者包括4名中國人[29]，另在中國西藏造成26死3失蹤856傷[30]，尼泊爾政府宣佈進入緊急狀態，印度亦有52人罹難[31]，孟加拉則有2人死亡[32]。大地震是由於印度板塊及歐亞板塊交界，長時間互相擠壓碰撞，積聚能量導致，鄰近震央的加德滿都震感強烈，大量房屋倒塌，路面裂開，市內最少542人喪命[33]。多座古舊建築物倒塌，包括建於1832年的9層高地標比姆森塔倒塌，估計過百人被困[34]，多人事後被抬出。加德滿都特里布萬國際機場一度關閉。遠至印度新德里及巴基斯坦亦感到震動。是次地震的強度是尼泊爾自1934年以來最嚴重[33]，地震同時誘發珠穆朗瑪峰發生多宗雪崩，掩沒部分營地，至少18死多人失蹤[33]，另有30人受傷[35]，由於當地是登山旺季，估計雪崩時珠峰至少有1000名登山者，其中約有400名外國人。
- 4月26日——2015年世界桌球錦標賽個人賽在中國蘇州舉行，5月3日結束，為期8天。
- 4月26日凌晨2点20分——中国大陆著名诗人汪国真在北京病逝，年仅59岁。
- 4月29日凌晨3：00，中国大陆央视春晚福娃：邓鸣贺因白血病复发在北京海军总医院去世，年仅8岁，他曾于2012年、2013年两度登上中央电视台春节联欢晚会，还曾演唱过央视《这是我们的节日哦》宣传童谣。

#### 5月
- 5月1日至5月17日——2015年世界男子冰球錦標賽在捷克布拉格、奧斯特拉瓦舉行。
- 5月1日至10月31日——2015年世界博覽會在義大利米蘭舉行。
- 5月7日——2015年英國大選。
- 5月12日：
  - 2015年世界跆拳道錦標賽將在俄羅斯車里雅賓斯克举行，到5月18日结束，为期7天
  - 尼泊爾再發生強烈地震，強度為黎克特制7.3級，造成117死8,300餘傷[36]。鄰國印度亦有震感，北部比哈爾邦和北方邦等地區共17死39傷[37]，鄰近的中國西藏則有1人死亡[37]。是次強震的震央，位於珠穆朗瑪峰附近的小鎮南崎巴札以西68公里[37]，即尼泊爾首都加德滿都以東76公里[38]，接近中國邊境，震源深度為15公里[37]，其中加德滿都東部的肖塔拉城鎮災情嚴重，多幢建築物倒塌，並一度發生山泥傾瀉，當局在瓦礫中抬出多名死傷者。
- 5月13日——菲律賓首都馬尼拉市郊一間拖鞋廠發生大火（英语：Kentex slipper factory fire），焚斃72人[39]，起火的兩層高拖鞋廠嚴重焚毀。事發翌日，部分廠房仍然冒煙，由於火勢已受控制，當局在廠房內找到更多遇難工人的遺體，不少家屬在知道壞消息後都情緒激動。出事工廠位於馬尼拉北面巴倫蘇埃拉市，主要製作塑膠拖鞋，事發時廠房內有約三百名工人。當局表示工廠內設有多個逃生出口，而且空間足夠，會調查為何有這麼多工人未能及時逃生。當地傳媒指部分人走上二樓逃避大火時，被倒塌的牆壁和屋頂壓住，加上廠房貯存大量易燃物品，火勢迅速蔓延，造成嚴重死傷。
- 5月16日－5月17日——  臺灣舉行第2次的國中教育會考，共2天。但是，數學非選擇題、英文聽力題正式加入計算總成績。
- 5月18日——哥倫比亞西北部城市薩爾加凌晨3時發生嚴重山泥傾瀉，大量泥石掩埋大片地區，由於事發時民眾正在睡夢中，聖瑪嘉烈特鎮幾乎被掩埋，從此「在地圖上消失」，釀成62死42傷[40]。總統桑托斯乘飛機到災場視察，承諾向30個受災家庭，每戶發放7,000美元救濟金，並改善基建設施，以防類似天災再發生。當局加緊搜救，除了設置臨時庇護所外，還要清除瓦礫及塌樹。

- 5月19日起：中共当局通过关键字阻断和DNS污染的技术，再度对中文维基百科进行全面封锁。
- 5月20日起——韓國爆發中東呼吸綜合症疫情。
- 5月27日——印度自4月中起持續受熱浪侵襲，最高氣溫高達攝氏50度，直至6月2日共2,500餘人中暑身亡[41][42]。熱浪席捲印度各地，首都新德里最高氣溫達攝氏45度，部份地區氣溫更高逹50度。南部安得拉邦是重災區，酷熱天氣已令至少852人死亡，特倫甘納邦亦有266人熱死。當局已向民眾灌輸防中暑知識，並開放供水站，呼籲民眾盡量避免外出，醫療機構亦已進入戒備狀態，應付大量中暑的病人。當地氣象部門預計，是日起風向將改變，特倫甘納邦有望下雨，暫時紓緩一下極端酷熱天氣，但南部地區氣溫仍會維持在40度以上，直至6月雨季來臨，氣溫才會進一步下降。印度一般在5月和6月時氣溫最酷熱，常常徘徊在42至47度之間，直至雨季來臨後，氣溫會稍為下降。
- 5月29日：
  - 台灣下午16時30分，於臺北市北投區發生一起隨機殺人事件，事件造成臺北市北投區文化國民小學一名女性學童死亡。[43][44][45]
  - 美國紐約世界貿易中心一號大樓（One World Trade Center，亦寫作1 World Trade Center，「1 WTC」）的一號大樓觀景台 (One World Observatory™)對外正式開放。經過九一一襲擊事件之後，現在換我們邀請全世界看見城市…SEE FOREVER™[46]。

#### 6月
- 6月1日:
  - 中國中車股份有限公司，簡稱中國中車或CRRC。由中國南車股份有限公司（CSR）吸收合併中國北車股份有限公司（CNR）成立而來。
  - 中國發生共產黨執政以來最嚴重船難[47][48]，郵輪「東方之星」號駛至湖北省荊州市監利縣長江水域時，疑遇上高達12級風力的水龍捲引致翻側沉沒，釀成442死12人獲救生還[49]。

- 6月3日——西非國家加納首都阿克拉一個加油站晚間發生爆炸大火，導致200餘人喪命[50]。由於該區近日豪雨成災造成嚴重水浸，事發時許多居民到油站暫避，油站附近的貨車站先起火，火勢迅速蔓延至油站及鄰近建築物，爆炸並摧毀了整個油站，現場僅剩下十多輛汽車的廢鐵，以及多具燒至難以辨認的屍體。
- 6月5日——馬來西亞沙巴發生规模达矩震級6.0級的地震，震央位于兰瑙西北12公里处，距离首府亚庇85公里，震源深度10公里，地震時間持續30秒[51]，最高烈度达7级。是1976年以來馬來西亞震度最強的地震。地震造成京那巴魯山上19人死亡2人失踪[52]。，137名登山客受困，隨後全數救出[53]。
- 6月6日——加拿大多倫多連接聯合車站及多倫多皮爾遜國際機場的聯合車站－皮爾遜機場快線通車[54][55]。
- 6月11日——原中共中央政治局常委、中央政法委书记周永康被天津市第一中级人民法院以受贿罪判处无期徒刑剥夺政治权利终身，并处没收个人财产，剥夺政治权利终身，并处没收个人财产
- 6月17日——印度孟買一批居民飲了有毒的假酒後，90人毒發身亡[56]，40多人需留醫。警方拘捕5人，相信他們在郊區貧民窟生產及銷售假酒，另有8名警員因為疏忽職守，未能阻止假酒在管轄區域生產及販售而被停職處分。在印度，飲用劣質酒精飲品導致中毒或死亡的事件不時都有發生[57]。

- 6月24日——巴基斯坦南部近日受熱浪侵襲，以卡拉奇災情最嚴重，溫度曾高達攝氏45度。由於熱浪遇上伊斯蘭教齋戒月，民眾按規定日間不得飲食，加上巴基斯坦電力供應不穩，民眾大都無法在室內開啟空調或風扇，使災情加劇，至少1,200人中暑身亡[58]。
- 6月26日：
  - 美国最高法院以5-4比数裁定同性婚姻在全美合法。
  - 2015世界沙灘排球錦標賽（英语：2015_Beach_Volleyball_World_Championships）在荷蘭舉行，到7月5日結束，為期10天
- 6月27日——臺灣新北市八里區發生八仙樂園彩色派對火災。
- 6月28日——香港長者及合資格殘疾人士公共交通票價優惠計劃擴展計劃第二階段實施，除涵蓋現有407條專線小巴路線外，另新增55條專線小巴路線，覆蓋率約91%。
- 6月28日——世界現代五項錦標賽（英语：2015 World Modern Pentathlon Championships）在德國柏林舉行，到7月6日結束，為期9天
- 6月30日——一架印尼C-130軍機於棉蘭一座軍事基地起飛後僅2分鐘就墜毀於當地市區，並撞毀了兩棟建築，其中一棟是酒店，機上連地面共142人罹難。[59]

#### 7月
- 7月1日——顏曉芳成為新加坡陸海空三軍首位女性將領，獲授空軍准將階級[60]。
- 7月2日——菲律賓發生海難，一艘木製渡輪由萊特省的奧爾莫克開往附近島嶼，但開船後在距離碼頭100米海域突然翻沉，造成59死127人獲救生還[61][62]。附近的漁船、海岸警衞隊救起墜海乘客，部分人自行游上岸。有獲救乘客指，事發時船隻迅速翻側，沒有時間跳船逃生。當局指，船上載有建築物料及米，重36噸。
- 7月3日——美国《华尔街日报》揭露，中东神秘人物将7亿美元（约26亿马币）的政治献金汇入马来西亚首相纳吉·阿都拉萨的银行户口里，以用作其下的「一个马来西亚发展有限公司」（1MDB），引起坊间争议，最终他被马来西亚法庭裁决无罪[63]。
- 7月3日——2015年夏季世界大學運動會將在韓國光州舉行，7月14日結束，為期12天。
- 7月6日——台北捷運土城線的永寧站─頂埔站段於今日上午六點起正式通車。
- 7月10日至7月26日——2015年泛美運動會在加拿大安大略省多倫多舉行。
- 7月14日——美國國家航空暨太空總署於2006年發射的新疆界計畫太空飛行器新視野號到達航程中最接近冥王星的位置，並於7月15日傳回影像，為第一艘探索冥王星的太空飛行器。
- 7月15日至7月17日——尼日利亞東北部在開齋節前後發生多宗爆炸襲擊，超過60人死亡，很多居民被迫留在家中，不敢出外慶祝。最新一宗發生在達馬圖魯市，一班穆斯林清晨祈禱時，兩名女子引爆身上炸彈，導致12人死亡，自殺式襲擊者包括一名10歲女童。傍晚，貢貝市一個市集發生兩次炸彈爆炸，造成50死70餘傷，當時市場迫滿準備慶祝開齋節的購物人潮。未有組織承認責任，懷疑是激進組織博科聖地所為。[64]
- 7月16日——2015年世界男子高爾夫錦標賽（英语：2015_Open_Championship）在蘇格蘭圣安德魯斯舉行，7月19日結束，為期4天。
- 7月17日——伊拉克東部發生汽車炸彈襲擊，造成至少90死100餘傷[65]。爆炸發生在巴古拜南部一個市集，幾十米範圍內的商舖及汽車嚴重損毀，部分店舖只燒剩支架，當局初步認為是武裝分子引爆貨車上的炸彈。由於事發時不少市民為慶祝開齋節到市集購買食品，所以造成大量傷亡，極端組織伊斯蘭國承認策動襲擊。同日，也門政府重奪南部港口城市亞丁[21]，數千名效忠也門總統哈迪和獲沙特阿拉伯支持的部隊近日在亞丁市反攻，從反政府胡塞武裝組織手中奪回國際機場和總統府所在區域，控制亞丁市九成地區。親政府武裝這兩日會繼續向北部推進。
- 7月21日——2015年世界BMX錦標賽（页面存档备份，存于）將在比利時赫斯登舉辦，到7月25日結束，為期7天。
- 7月23日——美國航太總署（NASA）於國際標準時間7月23日下午4點舉行視訊會議，宣布克卜勒（Kelper）太空望遠鏡的最新發現，美國太空總署記者會上證實，讓我們更進一步有機會找到地球2.0，就在克卜勒-452b行星附近，它和地球對應其各自恒星的距離來看，接受的溫度相似，比較有利於水的存在。[66]
- 7月24日——2015年世界游泳錦標賽將在俄羅斯喀山舉辦，到8月9日結束，為期17天。
- 7月26日——2015年世界射箭錦標賽將在丹麥哥本哈根舉辦，到8月2日結束，為期8天。
- 7月29日——失蹤超過一年的馬航MH370客機出現突破性發展，在印度洋留尼汪島岸邊由清潔工人發現很有可能屬於客機襟翼的殘骸，馬來西亞已派出小組前往當地確認，估計最快兩天內有初步結果。發現的飛機殘骸長約兩米，殘骸表面佈滿貝殼，相信浸在水中已有一段時間，殘骸上還有疑是維修編號的「657BB[67]」字樣。另外在殘骸附近發現一個損毀的行李箱，未知是否有關。發現殘骸的法屬留尼汪島，位於非洲馬達加斯加以東約六百公里，距離馬航客機失蹤位置超過六千公里。有專家表示，印度洋海流循逆時針方向流動，可以將殘骸沖到海洋另一邊。專家指若最後證實殘骸屬於失蹤馬航客機，將有助調查客機墜毀原因，但要尋找客機的墜毀位置，就仍要靠海底搜索。[68]
- 7月29日——Windows 10微軟首開免費升級。目的是除了個人電腦以外，成為平板電腦、智慧型手機、嵌入式系統等等統一平台。與iOS、Android鼎立。
- 7月31日——馬來西亞副交通部長表示，已經確認在印度洋留尼汪發現的飛機襟副翼殘骸是波音777的部件。由於波音777歷來只有3宗事故，其中2宗分別是2014年在烏克蘭被擊落的馬航MH17客機，以及2013年在三藩市失事的韓亞客機，因此幾乎肯定是次發現的襟副翼殘骸就是屬於失蹤近一年半的馬航MH370客機。[67]
- 7月31日——國際奧委會主席托馬斯·巴赫在馬來西亞吉隆坡舉行的第128屆國際奧委會全體會議上宣布中國北京获得2022年冬季奥林匹克运动会举办权，瑞士洛桑获得2020年冬季青年奥林匹克运动会举办权。
- 7月底——蘇丹發生近年來其中一次最嚴重的麻疹疫情，截至7月底，已有43人死亡，近3000人確診感染。蘇丹一名衞生部門官員表示，資金不足限制防疫行動，令1,650萬介乎6個月至15歲的兒童面臨感染的危險。疫情在2014年12月發生，涉及18個州，大多數患者是15歲以下兒童。在鄰國埃塞俄比亞、南蘇丹及乍得交界的邊境地區亦出現小規模的麻疹疫情。[69]

#### 8月
- 8月2日——2015年東亞盃決賽在中国武漢举行，到8月9日结束，为期8天。
- 8月3日——印度、巴基斯坦和緬甸受暴雨影響，其中印度有山泥傾瀉及水浸，超過120人死亡，過百萬人受災。緬甸災情亦相當嚴重，40多人死亡，近20萬人受災，多條公路被沖毀，救災物資難以運抵災區，民眾批評政府無發出任何預警，居民以為只是季節性風雨，但下雨數小時後，整間屋已被水淹沒，他們只好爬上屋頂。[70]
- 8月5日——一艘偷渡船在利比亞對開地中海翻沉，25人證實死亡，可能還有200多人溺斃。偷渡船翻沉後，包括愛爾蘭海軍、無國界醫生組織等多艘船隻前往救援，至今救起300多人，仍有很多人下落不明。一艘載著約600人的偷渡船離開利比亞港口，原定前往意大利，但在首都的黎波里西北約110公里海域遇險，發出求救訊號，一艘救援船靠近時，懷疑偷渡船上各人心急獲救，湧到船的一邊，導致偷渡船翻沉。救援人員指出，用來偷渡的漁船只能載約80人，明顯超載。[71]
- 8月6日——廣島市原子彈爆炸70周年。
- 8月7日至8月15日——2015年泛美殘疾人運動會在加拿大安大略省多倫多舉行。
- 8月8日——彰化縣員林鎮升格改制為彰化縣員林市。
- 8月9日：
  - 日本長崎市原子彈爆炸70周年。
  - 新加坡脫離馬來西亞聯邦成為獨立國家50週年。
- 8月10日——緬甸大雨造成全國大面積水災，已造成100多人死亡，近100萬人受災。災區有50萬公頃農作物被淹浸，其中17萬公頃完全被毀。全國則有100萬以上公頃農作物受災，農作物可能減產量相當於約200萬噸大米。另外，大量道路、橋梁和房屋被毀，3,000多間學校校舍受損嚴重。緬甸近兩個月持續大雨，全國14個省邦中，有12個遭受不同程度水災。[72]
- 8月10日——2015年世界羽球錦標賽將在印尼雅加達举行，到8月16日结束，为期7天。

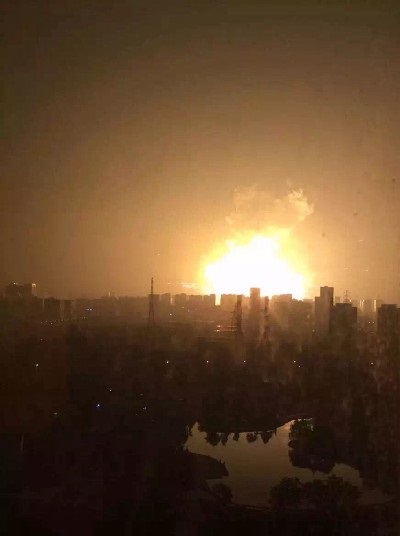
天津大爆炸的瞬間

- 8月12日——中國天津濱海新區瑞海國際物流公司危險品倉庫，晚上10時50分起火，及後第一批消防員趕至進入倉庫救援，至11時34分先後發生兩次嚴重的強烈爆炸，釀成173死8失蹤[73]798傷，其中消防員99死5失蹤[74]，傷者中3人危殆[74]。
- 8月13日——伊拉克首都巴格達發生汽車炸彈爆炸，最少59人死亡，極端組織伊斯蘭國承認責任。事發在東北部一個繁忙市集，爆炸威力強大，波及多架貨車，市集的支架炸至變形，造成嚴重死傷。伊斯蘭國指襲擊是要針對什葉派民兵。另外，伊拉克空軍錯誤向巴格達西面一間婦產及兒童醫院投下炸彈，超過20名平民死亡。伊斯蘭國目前控制伊拉克北部及西部多個城鎮，有美國軍官認為，如果聯軍的空襲仍然未見成效，美國應該考慮派地面部隊作戰。[75]
- 8月14日——美國駐古巴大使館升起了國旗，斷交已過54個年頭。
- 8月15日——第二次世界大戰結束70周年。
- 8月15日——意大利海軍官員在利比亞對開39公里的地中海截獲一艘過度擠迫的偷渡船，其中40人因窒息致死，另外救起300多人。[76]
- 8月15日——朝鲜正式启用朝鲜标准时（UTC+8:30）。
- 8月16日——敘利亞政府軍戰機空襲首都大馬士革郊區一個市集，造成80死約200傷[77]。人權組織上載到互聯網的影片顯示，一個市集被摧毀，附近建築物變成廢墟，汽車著火焚燒。從一些照片見到，多具死者遺體被放在地上，包括兒童。總部設在英國倫敦的敘利亞人權組織表示，政府軍在空襲中至少發射10枚火箭炮，又指戰機在救援人員抵達現場後繼續轟炸。遇襲的市集位於杜馬鎮，該鎮距離大馬士革10多公里，由反對派武裝控制。政府軍近月多次空襲這個城鎮，數百名平民連同反對派武裝人員喪生。
- 8月16日——印尼一架載有54人的內陸客機撞山墜毀[78]。交通部門表示，接獲巴布亞省村民報告，指客機已經撞山，並發現客機殘骸，當局已派約150人前往出事地區。交通部長發言人表示，暫時沒有跡象顯示機師曾經發出求救訊號。當地傳媒報道，機上所有乘客均為印尼人，但航空公司尚未公布乘客資料。客機所屬的特里加納航空公司稱，客機最多可載50名乘客，沒有超載，估計惡劣天氣導致意外。特里加納航空由1991年起營運，主要負責國內線，至今發生14宗嚴重意外。
- 8月16日——巴基斯坦軍方空襲西北部北瓦濟里斯坦特區部落地區，擊斃至少40名武裝分子[79]，還有多名武裝分子受傷。
- 8月17日——「2015台北上海城市論壇」將於8月17至19日展開，由台北市長柯文哲親赴上海做兩岸的城市交流。北市府發言人黃大維表示，今年的主題為「城市發展與青年自主創業」，將包含文化、智慧城市、社區醫療及青年創業等方面的分論壇，望能透過交流增加善意、促進合作。
- 8月17日——泰國首都曼谷市中心著名景點四面佛旁邊發生汽車炸彈爆炸案，造成22人罹難，123人受傷（截至8月18日）。
- 8月19日——2015年輕艇競速錦標賽（英语：2015_ICF_Canoe_Sprint_World_Championships）將在義大利米蘭舉行，到8月23日結束，為期5天。
- 8月20日——2015年非洲籃球錦標賽（英语：2015_FIBA_Africa_Championship）將在突尼斯舉行，到8月30日結束，為期11天。
- 8月21日——一列從荷蘭阿姆斯特丹駛往法國巴黎的發生槍擊事件，最終造成4名乘客和嫌犯受傷。
- 8月22日——2015年世界田徑锦标赛將在中国北京举行，到8月30日结束，为期9天。
- 8月22日——2015年女子排球世界盃將在日本举行，到9月6日结束，为期16天。
- 8月24日——2015年世界柔道錦標賽將在哈薩克阿斯塔納举行，到8月30日结束，为期7天。
- 8月26日——地中海一艘利比亞偷渡船沉沒，造成51死439人獲救，獲救者送往意大利西西里島。[80]
- 8月27日——利比亞接連有兩艘偷渡船在地中海翻沉，當局找到最少100具遺體，據報約200人獲救，估計過百人失蹤。兩艘船在西部祖瓦拉對出海域出事，利比亞海岸防衛隊通宵搜索失蹤者。據報這批偷渡客來自敘利亞、孟加拉和西非。[80]
- 8月27日——熱帶風暴「埃麗卡」吹襲加勒比海地區，多米尼加有最少20人死亡，30多人失蹤，美國佛羅里達州宣布進入緊急狀態。「埃麗卡」在多米尼加帶來廣泛破壞，多處地方水浸，樹木連根拔起，全國八成地區電力供應中斷，機場亦要關閉。氣象部門預計，「埃麗卡」未來一兩天會繼續為當地帶來暴雨，並可能引發山泥傾瀉。其後會持續向北移動，掠過海地及古巴等地，再迫近美國東南部。[81]
- 8月28日——奧地利一架停在高速公路的冷凍貨車，發現71具相信是偷渡客的遺體，包括59男8女的成年人，以及4名小童，其中一名是嬰兒，警方在車上找到敘利亞護照。鄰國匈牙利警方拘捕3人，涉嫌與案有關，相信是保加利亞籍，包括車主與司機。該輛7噸半冷凍車，掛有匈牙利車牌，印有斯洛伐克一間家禽公司標記，8月26日凌晨由匈牙利首都布達佩斯出發，8月27日早上被發現停在奧地利鄰近匈牙利與斯洛伐克邊境的高速公路，當時司機不知所終。警方說，冷凍車無通風系統，估計偷渡客是窒息致死，遺體已經腐爛，估計死者死去1至2天。警方表示，案件可能涉及一個保加利亞與匈牙利的販運人蛇集團。[82]
- 8月30日——2015年世界划船錦標賽將在法國举行，到9月6日结束，为期8天。
- 8月31日——2015年美洲籃球錦標賽（英语：2015_FIBA_Americas_Championship）將在墨西哥舉行，到9月12日結束，為期13天。
- 8月31日——2015年世界登山車錦標賽在安道爾舉行，到9月6日結束，為期7天
- 8月底：
  - 伊斯蘭極端組織博科聖地在尼日利亞東北部博爾諾州殺害近80人。武裝分子襲擊數條村莊，殺害村民，在其中一條村，多達68人遇害。另外，尼日利亞官員表示博科聖地企圖把活動範圍從主要穆斯林聚居的北部擴大至商業大城市拉各斯以及其他地區。情報部門說，自7月以來有12名博科聖地成員被捕。[83]
  - 非洲國家斯威士蘭發生嚴重車禍，一架貨車載著大批少女往王宮供國王選妃時，與另一架貨車相撞，至少造成65名少女死亡。[84]

#### 9月
- 9月3日——中华人民共和国举行纪念中国人民抗日战争暨世界反法西斯战争胜利70周年阅兵式，此次阅兵是中国首次选择在非国庆期间举行阅兵仪式，同时是中华人民共和国第一次以阅兵方式纪念抗日战争暨二战胜利。
- 9月11日：
  - 沙特阿拉伯聖城麥加有起重機吊臂倒塌，擊中大清真寺，釀成118死394傷[85]。傍晚近六時，一座起重機的吊臂突然倒塌，擊中清真寺三樓頂部，地上有大量碎片，其中一節吊臂橫臥在清真寺上，當時大批民眾正準備參加六時半舉行的祈禱會。事發時當地正下暴雨，加上近期又有沙塵暴吹襲，當局懷疑吊臂因抵受不了惡劣天氣而倒塌。今年的麥加朝聖活動將於本月尾開始，大批來自世界各地的伊斯蘭教徒已經到達麥加。當局為應付大批朝聖的教徒，以免再釀成人踩人，決定擴建大清真寺，預計工程完成後可以容納超過三百萬人。[86]
  - 新加坡舉行5年一次大選，執政人民行動黨大勝，得票率近七成，在89個國會議席中取得83席。[87]
- 9月12日：
  - 印度中央邦恰布瓦市一個露天茶檔發生氣樽爆炸事故，釀成104死約100傷[88]。當局懷疑是餐廳或鄰近的建築物存放炸藥，導致傷亡慘重。事發位於巴士站附近的露天茶檔，爆炸亦引發附近一幢建築物同時爆炸及倒塌，由於發生在早上繁忙時間，附近居民須要疏散。
  - 俄羅斯太空人根納季·帕達爾卡(Gennady Padalka)在太空停留時間超過878天，打破了俄羅斯太空人謝爾蓋·克里卡廖夫(Sergei Krikalev)的803天的記錄。
- 9月16日至9月25日，西非布基纳法索发生政变[89]。
- 9月18日——巴基斯坦白沙瓦的空軍基地遇襲（英语：2015 Camp Badaber attack），造成42死亡，塔利班承認責任。13名身穿軍服、手持自動步槍的武裝分子清晨時分從兩個地點對空軍基地發動襲擊。快速反應部隊迅速趕到，武裝分子向保安部隊發射火箭彈並投擲手榴彈。經過數小時交火，13名武裝分子全部被擊斃，保安部隊亦有29名人員身亡，另有29名安全人員受傷。[90]
- 9月19日——敘利亞政府軍空襲阿勒頗北部一個反政府據點，最少53人死亡。其中一輪空襲導致當地一座五層高的建築物倒塌，揚起大量灰塵，救援人員救出被困在瓦礫中的傷者，防衛人員則疏散附近一帶的人。當地救援部門表示，阿勒頗遭至少兩輪空襲，政府軍出動戰機及直升機空投炮彈，擊中市集，造成嚴重破壞，死者全部都是平民。反政府武裝分子9月15日襲擊西部三個由政府軍控制的地區，造成38人死亡，包括18名兒童。[91]
- 9月20日——尼日利亞東北部最大城市邁杜古里遭受連環炸彈襲擊，釀成54死90傷。暫時未有組織承認襲擊，軍方懷疑極端組織博科聖地的所為。尼日利亞軍方表示，東北部博爾諾州首府邁杜古里，晚上先後發生3次炸彈襲擊，亦有民眾表示聽到4次爆炸聲。其中一次爆炸發生在一座清真寺內，當時有多名球迷正觀看電視轉播足球比賽。[92]
- 9月20日——香港長者及合資格殘疾人士公共交通票價優惠計劃擴展計劃第三階段實施，除涵蓋現有462條專線小巴路線外，另新增16條專線小巴路線，覆蓋率約94%。
- 9月20日——中國小型運載火箭長征六號發射一箭20顆微型衛星，此記錄僅次於俄羅斯2014年6月20日一箭37星、美國2013年11月19日一箭29星。目前，世界上掌握“一箭多星”發射技術的只有美國、俄羅斯、歐盟、中國、印度和日本。
- 9月21日—— Skype再次出現全球當機事件。
- 9月21日——臺灣居民來往大陸通行證，俗稱臺胞證，正式停止簽發本式臺胞證並全面啟用卡式臺胞證。
- 9月22日，全球最大團購網酷朋旗下的台灣酷朋，閃電宣布停止在台營運。[93]

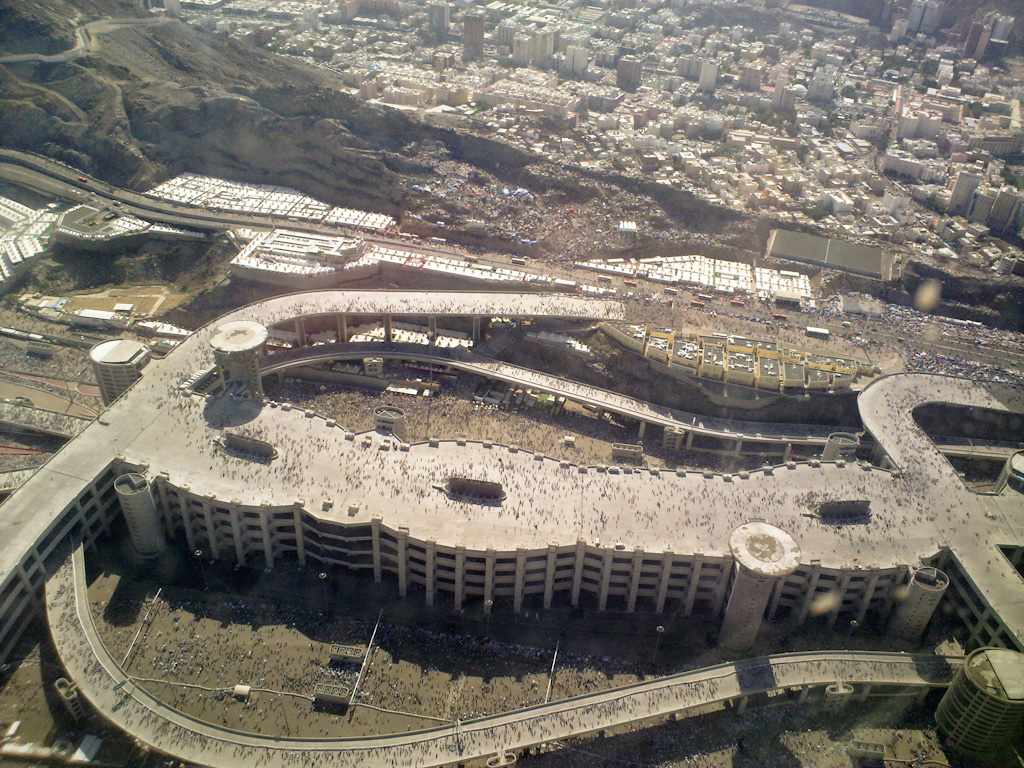
慘劇發生地點加馬拉橋（攝於2009年）

- 9月24日——沙特阿拉伯聖城麥加附近，有朝聖活動發生嚴重人踩人慘劇，喪生人數急增至2,257人、尚有646人失蹤、另有98人受重輕傷，成為回教朝聖活動史上最嚴重的人群踐踏災難，歷來傷亡第二嚴重的伊斯蘭教朝聖活動則發生於1990年7月2日，共奪去1,426人性命。今次事件中傷亡慘重，大批朝聖者躺在擔架，並送上救護車，事發在距離沙特聖城麥加約五公里的米納。沙特保安部門表示，是有朝聖的信徒互相推擠，導致人踩人，目前情況受控，但預料死傷人數還會增加。沙特阿拉伯在1990年朝聖活動期間也曾經發生嚴重人踩人事故，當時高達1,426人喪生。2015年的朝聖活動於9月22日展開，來自全球估計約250萬名伊斯蘭教徒去到麥加參加活動。按照儀式，朝聖者在米納禱告，以及誦讀可蘭經及過夜，並要進行擲石驅魔儀式，向石柱扔石以示抗拒魔鬼。外電報道，米納當地有超過十六萬個帳篷，是朝聖者過夜的地方。近年朝聖活動期間時有發生慘劇，人群控制問題備受關注。今次是不足兩星期內沙特再發生嚴重事故。本月十一日，麥加大清真寺有起重機吊臂倒塌，撞穿大清真寺的天花，造成逾118人死亡、394人受傷。[94]
- 9月25日——中國长征十一号小型全固體燃料運載火箭首次發射成功。
- 9月27日——香港筲箕灣避風塘一艘蝦艇因煮食起火，波及另外多艘船隻，觸發三級大火，有四男一女逃生時受輕傷，送往東區醫院敷治。
- 9月28日——也門一場婚禮懷疑遭到空襲，至少130人死亡，當中大部分是婦孺。現場是南部塔伊茲省紅海港口城市摩卡附近一條村，居民說，兩個帳篷懷疑被導彈擊中，當時有大批民眾參加一名據報與胡塞武裝組織有聯繫的男子的婚禮。領導阿拉伯聯軍空襲也門胡塞武裝6個月的沙特阿拉伯否認發動襲擊。沙特軍方發言人稱，聯軍過去三天從未執行任何空襲行動。聯合國譴責襲擊，秘書長潘基文強調，軍事行動無法化解也門衝突，只會帶來人民痛苦。[95]
- 9月30日——中國十一黃金週前夕，廣西柳城縣發生17宗連環包裹炸彈襲擊，造成7死51傷，兇徒亦被炸斃。

#### 10月
- 10月1日：

多人被山泥活埋的瓜地馬拉省

  - 危地馬拉首都危地馬拉城遭受暴風雨侵襲觸發土石流，最少280死70失蹤36傷。出事的村落一片頹垣敗瓦，救援人員在瓦礫堆搜索失蹤者。當局又出動挖泥機和推土機移走沙石，救援人員探頭向沙堆中呼喊，查看有沒有生還者回應。有村民得知自己的家人被埋，生死未卜，激動落淚。事發在危地馬拉城東部一條村落，當地10月1日晚上降暴雨，引發山泥傾瀉，有兩個山坡倒塌，估計掩埋125間房屋。救援人員指，多間房屋被埋在10至15米下，增加救援難度，當局已設置收容所安置無家可歸的災民。[96]
  - 美國俄勒岡州烏姆普夸社區學院爆發校園槍擊案，造成包括槍手在內10死9傷。
- 10月8日——美國國家航空暨太空總署發表登陸火星計劃（Journey to Mars）三步走：依賴（Earth Reliant）、試驗場（Proving Ground）、獨立（Earth Independent）[97]。
- 10月10日——土耳其首都安卡拉一個和平集會舉行期間發生兩次爆炸，造成102死400餘傷。當局指是恐怖襲擊，暫時未有組織承認策動襲擊。集會舉行期間，人群中突然發生爆炸，民眾慌忙走避。事發在土耳其首都安卡拉一個主要火車站附近。10月10日早上，有數百人參與由親庫爾德族的人民民主黨等組織號召的遊行集會，抗議政府軍及庫爾德武裝分子衝突。期間數十秒內先後發生兩次爆炸。爆炸地點相距約五十米。大批傷者倒地等候救援，不少人情緒激動。部分人更和趕到現場的警察衝突。當局初步調查相信是自殺式炸彈襲擊。總統埃爾多安譴責今次的恐怖襲擊，說是要破壞土耳其的和平與團結。今次已是自六月以來第三宗針對親庫爾德族集會的炸彈襲擊，其中七月東南部發生一宗，造成33人死亡。當局相信是極端組織伊斯蘭國所為，有庫爾德族人批評土耳其政府縱容伊斯蘭國，藉機打擊庫爾德人。庫爾德武裝分子之後和土耳其政府軍多次衝突，令局勢緊張。不過爆炸發生後，庫爾德武裝分子宣布在下月初國會大選舉行之前，暫時停火，希望大選可以安全進行。[98]
- 10月11日——世界衛生組織發起第一屆世界肥胖日，主題為「戰勝最大的挑戰」（Overcoming the biggest challenge）[99]。
- 10月16日——高雄捷運環狀輕軌籬仔內站－凱旋中華站試營運。
- 10月18日至10月19日——颱風巨爵橫過菲律賓，風災、連日暴雨及潮漲，令一些沿岸及低窪地區，受到嚴重淹浸，共造成54人喪生。距離首都馬尼拉2小時車程的布拉干省和邦板牙省，災情嚴重。救援部門官員估計，全國多達50萬人要離開家園。至10月22日，當局表示部分地區開始退水，期望未來數日情況改善。[100]
- 10月19日——加拿大舉行國會下議院選舉，由賈斯汀·杜魯多領導的加拿大自由黨取得過半數的184席得以獨立籌組多數政府[101]。
- 10月23日——法國發生該國歷來第二多人死亡的車禍，一輛載有大批長者的旅遊巴與貨車相撞，引致43死8傷。事故後大批醫護人員到場協助拯救傷者，又出動直升機將嚴重燒傷的乘客送院搶救，消防人員在場戒備。有親友亦來到了解情況。車禍發生在當地早上七時許，一架旅遊巴與貨車在距離波爾多約50公里一條公路迎頭相撞，兩輛車隨即起火，不少乘客被困旅遊巴內，導致嚴重傷亡。當局表示，出事旅遊巴來自附近小鎮利布爾訥。車上載著約五十人，全部都是參加即日來回的旅行團的當地人，出發不久就發生事故。旅遊巴司機在起火後曾打開車門，協助多名乘客逃生。但由於大部分乘客是長者及傷殘人士，行動不便，無法離開車廂，導致遇難人數眾多。當局宣布，就這宗法國近年最嚴重的車禍展開調查。正在希臘訪問的法國總統奧朗德形容事故是悲劇，已下令有關部門全力搶救傷者，而總理瓦爾斯以及內政部長就到事故現場視察。法國史上最嚴重車禍（法语：Accident de Beaune）發生於1982年7月31日的東部城鎮博訥，共53人喪生。[102]

- 10月26日：

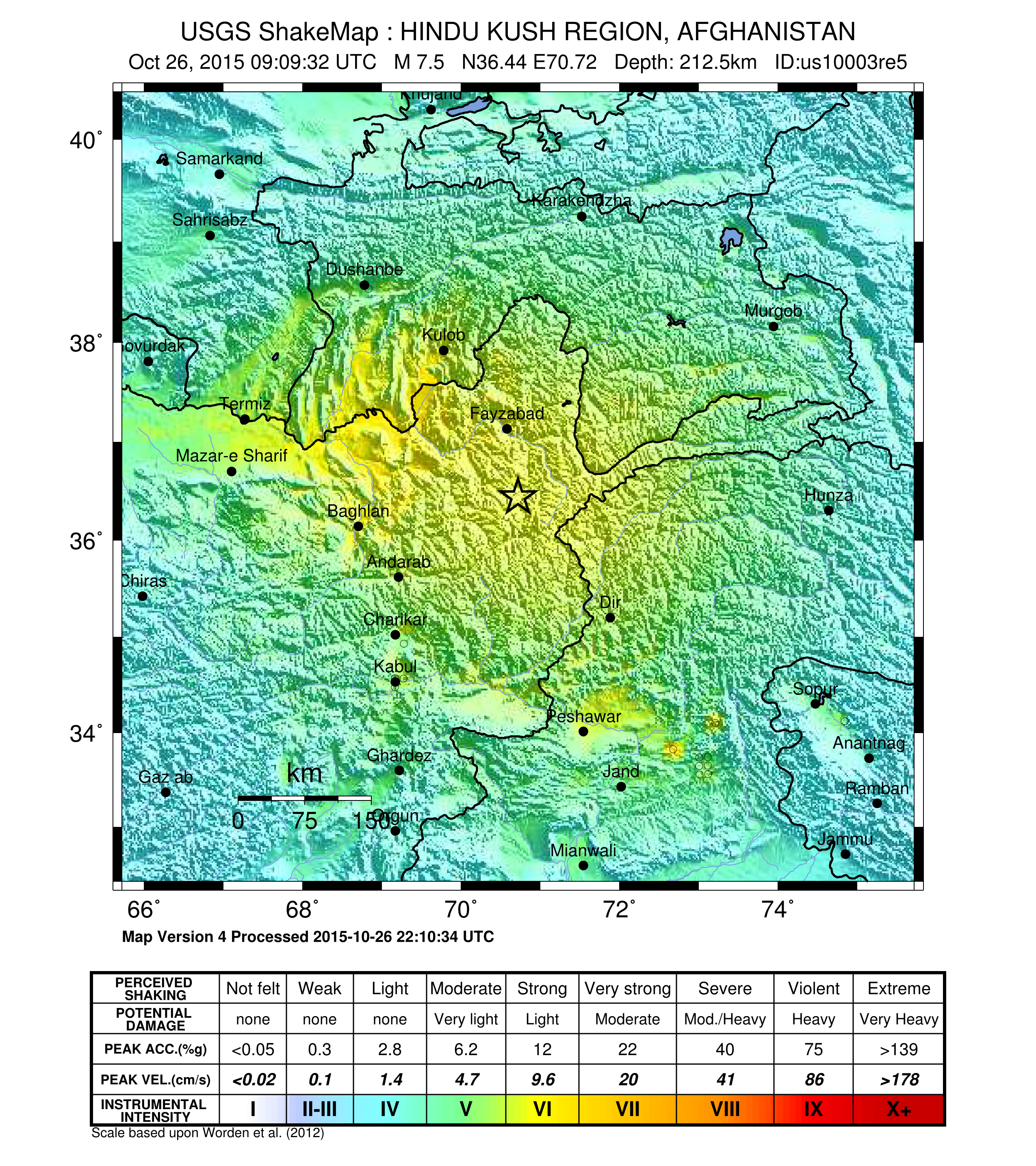
震央

  - 阿富汗東北部發生黎克特制7.5級地震，鄰近的巴基斯坦以至印度都感受到震動，釀成391死2,681傷。在巴基斯坦首都伊斯蘭堡，民眾走到室外暫避。地震震央位於阿富汗首都喀布爾以北約250公里的興都庫什山脈，震源深度約210公里。喀布爾有房屋損毀，電力和通訊一度中斷。[103]
  - 世界衞生組織宣佈，將加工肉（包括香腸、煙肉、火腿、午餐肉等）列為最高風險致癌物，即1級致癌物，與煙酒看齊；紅肉（包括牛肉、豬肉、羊肉等）也可能致癌，列為2A級致癌物。世衞解釋，眾多研究證實加工肉會導致大腸癌，並與胃癌有關；紅肉則與大腸癌、胰臟癌及前列腺癌有關連。有腸胃科專家則指，民眾不用過份驚慌兼戒肉，減少進食量及避免高溫煮肉即可保健康。[104]
- 10月27日——时任马来西亚首相纳吉·阿都拉萨入禀法庭起诉发表一个马来西亚发展有限公司丑闻（1MDB）相关言论的前马来西亚交通部长林良实[1]。
- 10月30日：
  - 敘利亞反對派據點接連受到襲擊，一日之內至少91人死亡，包括17名兒童。總部設在英國的人權組織表示，受襲的包括反對派在首都大馬士革邊緣一個鎮的據點，相信是受到政府軍的火箭炮襲擊，至少57人喪生；另一個遇襲的反對派據點，位於第二大城市阿勒頗，有32人死亡，發動襲擊的相信是俄羅斯空軍戰機。2011年3月爆發的敘利亞內戰，經已導致25萬人死亡，並引發難民危機。17個國家的外交官員，20月29日在奧地利維也納召開會議，商討如何解決問題，伊朗首次派代表出席。[105]
  - 羅馬尼亞首都布加勒斯特發生該國近20年來傷亡最慘重的事故（對上一次為1995年3月31日造成60人死亡的羅馬尼亞航空371號班機空難）[106]，有夜店舉行音樂會期間表演煙花特效引發大火，由於夜店位處地牢，只得一個出口，觀眾走避時觸發人踩人，造成58死[107]153傷，政府宣佈全國哀悼三日。[108]
  - 澳門海關女關長賴敏華突然在氹仔海洋花園的公廁內自殺身亡，澳門行政長官崔世安晚上交代事件，稱感到十分傷心，但強調不涉廉署任何調查個案，並即時委任保安司司長黃少澤兼任海關關長職務。這是近年港澳兩地最高級別官員自殺事件，10月28日澳門博彩監察協調局局長雪萬龍亦突然請辭，兩日後賴敏華自殺，有時事評論員指兩事不尋常，擔心澳門政壇正值多事之秋，山雨欲來。[109][110]
- 10月31日——埃及發生空難，一架載有224名乘客及機員的俄羅斯包機，原定由埃及紅海度假勝地沙姆沙伊赫飛往俄羅斯聖彼得堡，但起飛23分鐘後從雷達中消失，之後證實在西奈半島山區墜毀，機身斷成兩截，機上全部人罹難。雖然埃及初步調查顯示是機件故障肇禍，但極端組織伊斯蘭國埃及分支卻揚言為事件負責，稱要報復俄羅斯空襲敘利亞伊斯蘭國據點。[111]

#### 11月
- 11月2日——C919幹線窄體客機首架總裝完畢，原型機尾號為B-001A，於中國商飛 公司總裝製造中心上海浦東機場基地廠房內正式下線。
- 11月3日——尼泊爾有超載巴士衝下山坡，導致30死35傷。事發在首都加德滿都西北面80公里，一架載了75人的巴士沿山路落斜時，突然衝出路面，衝落山坡。由於不少人都是坐在車頂，造成嚴重傷亡。尼泊爾近日出現燃油短缺，令公共交通服務受影響，很多人都違規坐在巴士車頂。[112]
- 11月4日：
  - 一架運送聯合國人員和物資的運輸機在南蘇丹墜毀，機上和地面至少合共造成41人死亡。這架俄羅斯製造的運輸機從首都朱巴國際機場起飛後不久墜落河邊。暫時未能確定多少人在機上，總統府發言人說，飛機可能載有大約20人，包括機組人員和10至15名乘客，1名機員和1名小童生還。有報道說，墜機原因可能是起飛高度不足。[113]
  - 賈斯汀·杜魯多宣誓成為第23任加拿大總理[114]。
- 11月7日——兩岸最高領導人自1949年以來首次歷史性會面，習近平和馬英九下午在新加坡香格里拉酒店見面。北京國台辦指兩人是以兩岸領導人身份和名義會面，在會上互稱「先生」，形容今次會面具有里程碑意義。在台北，陸委會說，兩人不會簽署協議，也不會發表聯合聲明，會面的目標是鞏固台海和平繁榮的現狀。陸委會主委夏立言說，兩人會先發表公開談話，接著會面。兩岸雙方在會後各自召開記者會，馬英九總統即日返回台灣。[115]
- 11月11日——日本第一架自製商務客機三菱支線噴射機(Mitsubishi Regional Jet；MRJ)首次飛行。
- 11月12日：
  - 先後公開處決多名人質的極端組織伊斯蘭國劊子手聖戰約翰，據報被美軍炸死。美國國防部表示，美軍無人機擊中一輛在敘利亞北部城市拉卡附近的汽車，相信聖戰約翰當時在車上。操英國口音的聖戰約翰，據稱真名是埃姆瓦齊，前年加入伊斯蘭國。正在突尼斯的美國國務卿克里說，正核實聖戰約翰的情況，又相信伊斯蘭國的日子正在倒數。[116]
  - 黎巴嫩首都貝魯特發生連環自殺式炸彈襲擊，造成43死239傷，極端組織伊斯蘭國承認策動襲擊。爆炸發生後，途人爭相走避。多座建築物、店舖及汽車嚴重損毀。事發在當地晚上繁忙時間，首都貝魯特南部郊區，真主黨根據地一間什葉派社區中心和相距約150米的一間麵包店，5分鐘內先後遭到自殺式炸彈襲擊。伊斯蘭國指其中一名成員引爆一輛載滿炸彈的單車後，另外一名成員隨即引爆身上的炸彈並被炸斃。黎巴嫩總理薩拉姆譴責事件，呼籲全國團結，對抗任何試圖在國內挑起衝突的行為。真主黨官員接受訪問時就指會繼續對抗恐怖分子，並警告敵人，將會發動一場「長期戰爭」。受敘利亞內戰影響，黎巴嫩局勢持續不穩。真主黨因支持敘利亞總統巴沙爾，並協助敘利亞政府軍打擊反對派，經常遭受端組織武裝分子襲擊。貝魯特2014年6月便發生多宗爆炸，當局其後加緊保安，在南部郊區設置多個檢查站。[117]

- 11月13日：

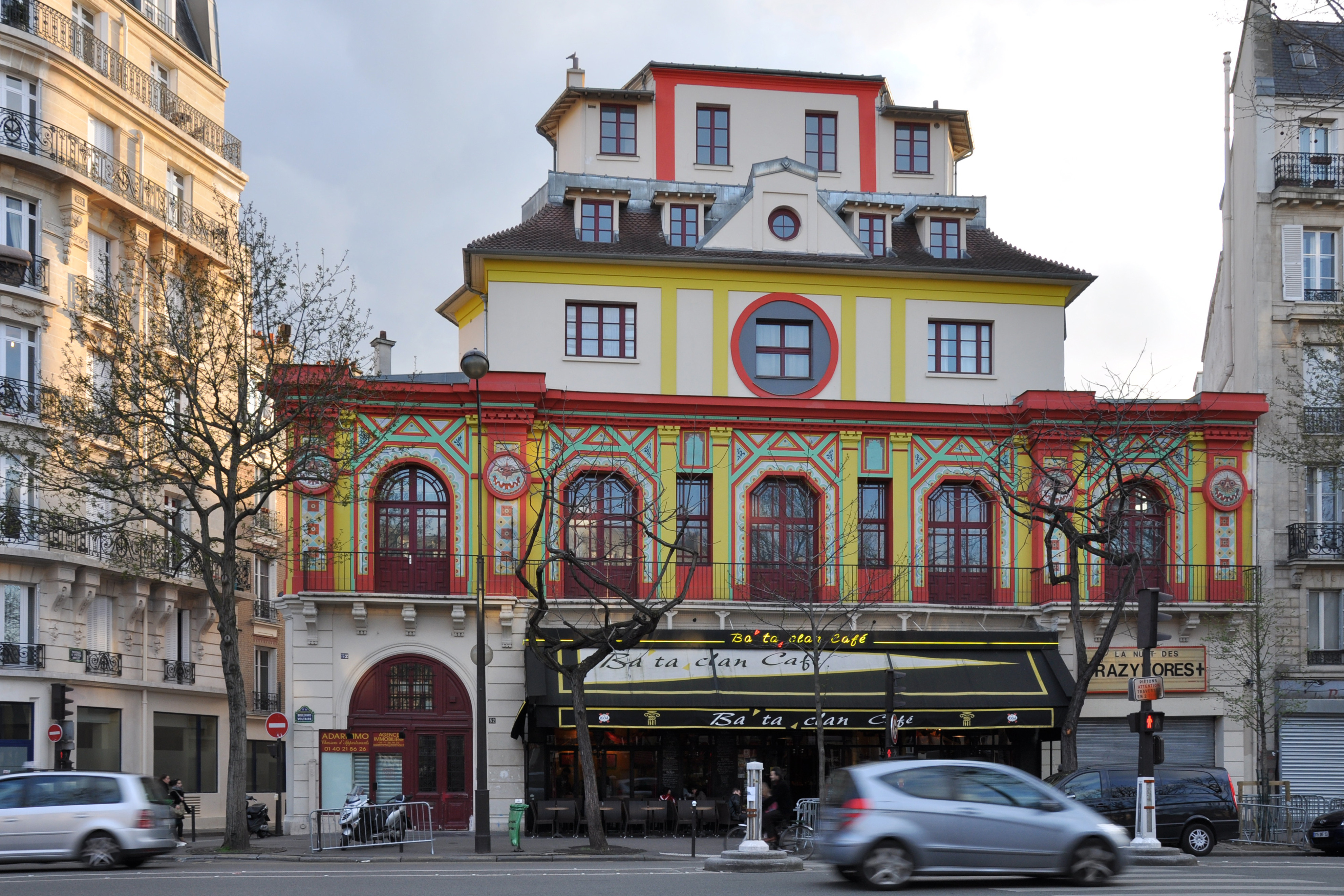
死傷枕藉的巴塔克蘭劇院

  - 法國巴黎繼本年一月發生多宗襲擊後，一年內再次遭受並演成法國史上最殘暴的連環恐怖大襲擊，半小時內在多處共發生3宗爆炸及6處槍擊，多宗襲擊總共釀成137死414傷[118][119]，死者包括7名兇徒，傷者中80人情況危殆或重傷。血腥暴行在多處發生，巴黎北部市郊舉行法國對德國國際足球友誼賽的法蘭西體育場發生3次連環爆炸，其中2次爆炸在閘口發生，另一次則在快餐店門外，最少4人死亡，正在球場觀看賽事的法國總統奧朗德被疏散到安全地方。幾乎同一時間，球場以南約八公里多間食肆遇襲。其中在巴黎第十區有蒙面槍手持AK47先後在一間柬埔寨餐廳和對面的酒吧亂槍掃射，十多人死亡。有目擊者指一度以為槍聲只是燃放煙花。而餐廳和酒吧所在的位置與今年初遇襲的《查理周刊》報社非常接近。附近亦有車上的人被子彈打中，有人爬出車外求援。至於巴黎十一區的另一間酒吧亦都被槍手襲擊，死傷同樣嚴重。之後包括著名景點羅浮宮、龐比度中心及一間購物商場附近，亦一度傳出有槍聲和炸彈爆炸。另一方面，位於市中心、正進行樂隊表演、有逾1,500名觀眾出席的巴塔克蘭劇院遭4名手持AK-47自動步槍的槍手突然闖入並立即亂槍掃射，有89名觀眾被行刑式殺害，其餘觀眾均倉皇或負傷逃生，4名槍手最後引爆身上炸彈自殺身亡。法國總統奧朗德發表全國電視講話，稱法國人民在恐怖襲擊面前要保持堅強，並頒佈全國性緊急狀態及宣佈全國哀悼3日，這是自阿爾及利亞戰爭以來法國首次宣佈全境進入緊急狀態，巴黎則實施了自1944年來的首次宵禁。前總理弗朗索瓦·菲永稱「戰爭來了」，法國當局勸巴黎居民不要外出以防意外。面對襲擊，法國自二戰以來首次關閉了邊境，並調動了國家軍隊應付。連串恐襲發生後，多個國家、歐盟、聯合國及教廷均嚴詞斥責邪惡暴行，極端組織伊斯蘭國已承認責任。[120][121]
  - 緬甸大選，反對派領袖昂山素姬領導的全國民主聯盟取得聯邦議會348席，已過半數，正式勝出大選，並可單獨籌組政府，亦在總統人選上有決定權。全國民主聯盟亦打破軍方壟斷，有望籌組緬甸超過半世紀以來首個民選政府。而新一屆聯邦議會將在2016年1月舉行首次會議，到2月會選出新總統。[122]
  - 中國浙江省麗水雅溪鎮里東村發生山泥傾瀉，約30多萬立方米的山泥滾下，27幢房屋被掩埋，山泥延伸到高速公路的路邊，同時造成河流堵塞，村莊水浸，造成25死12失蹤[123]。
- 11月17日——尼日利亞東北部阿達馬瓦州發生炸彈襲擊，造成32死80傷。暫未有組織承認責任，但襲擊手法跟當地恐怖組織博科聖地慣用的相似。事發在約拉市一個貨車站，爆炸聲響徹這個人口約33萬的城市，大部份死傷者都是商販及途人。州警方正調查爆炸是由被人預先放置好的炸彈，還是由人肉炸彈所致。尼日利亞軍方近日搗破了博科聖地多個自殺式炸彈襲擊陰謀，並透過空襲和地面部隊攻擊，殺死及生擒多名恐怖分子。事後，社交網Facebook在網民壓力下，為今次襲擊啟動「Safety Check」功能，讓用戶報平安。[124]
- 11月21日——緬甸東北部克欽邦一個玉石礦場廢料堆發生崩塌，造成113死100餘失蹤[125]，當地幾十個棚屋被埋。事發地區出名開採高質素玉石，每年收益數以十億美元，但大部分落入與前軍政府有關的公司或個人手中。[126]
- 11月22日：
  - 香港舉行回歸後第五屆區議會選舉。
  - 大韓民國前總統金泳三因敗血症及急性心臟衰竭病逝[127]，享年88歲。他任內大力打擊貪污腐敗，被視為推動韓國民主進程的象徵人物[128]。金泳三於19日發高燒住進首爾大學醫院，21日下午病情惡化轉入加護病房，於當地22日凌晨0時21分病逝。為追悼金泳三，韓國全國於22至26日降半旗致哀[129]。26日，金泳三在韓國國會議事堂舉行告別式，之後在韓國南韓國家公墓國立首爾顯忠院進行遺體國葬儀式[130]。
- 11月24日——土耳其2架F16战斗机击落一架俄罗斯Su-24戰鬥轟炸機，俄军1死1获救。俄军动用两架米格-8武装直升机进行救援，其中一架被叙利亚境内武装分子击落，俄军死亡1人。
- 11月30日——《聯合國氣候變化綱要公約》第21次以及《京都議定書》第11次締約方會議召開。

#### 12月
- 12月1日——台灣高速鐵路第二階段車站——苗栗、彰化、雲林正式啟用並開始實施新時刻表。
- 12月4日——维基媒体基金会计划之下的网站遭到中共当局的全面封锁。
- 12月8日——阿富汗坎大哈机场遭11名塔利班成员袭击，造成50人死亡37人受伤。袭击者全部被击毙[131]。
- 12月11日：
  - 非洲布隆迪首都布松布拉3個軍事基地遇襲，造成87死21傷。[132]
  - 复旦投毒案的被告人林森浩被执行死刑。
  - 第一批敘利亞難民乘坐從土耳其伊斯坦布爾到吉隆坡國際機場的航班抵達马来西亚吉隆坡。
- 12月14日：
  - 阿根廷一輛接載警員的巴士失事墮橋，最少43人死亡。巴士墮下約20米深的橋底，車身翻轉，橋上整排圍欄被撞毀。出事巴士連同另外兩輛車，在首都布宜諾斯艾利斯以北1,500公里的城市薩爾塔，接載負責邊防巡邏的警員到接壤玻利維亞的邊境地區。載著約60人的巴士，初步相信因為爆胎，失控衝出圍欄墮橋。阿根廷郊區路況不佳，現場更因車禍頻繁，被當地人稱為「死亡公路」。[133]
  - 颱風茉莉橫過菲律賓，導致41人死亡。茉莉掠過菲律賓中部後在南海逐漸消散，但低窪地區仍然嚴重水浸。菲律賓總統阿基諾三世宣布全國進入災難狀態，以便加快救災和重建工作，使政府有效控制災區基本物價，並確保災民獲得基本服務。當局估計風暴造成的基建和農作物損失高達十億披索。[134]
- 12月16日：
  - 美國聯邦儲備局宣布加息0.25厘，是九年半來首次加息。聯邦基金利率目標加0.25厘至半厘，符合市場預期。聯儲局預期經濟狀況只會令聯邦基金利率緩慢上升。聯儲局制訂貨幣政策的公開市場委員會，結束一連兩日今年最後一次預定會議。聯儲局表示考慮到經濟前景，加上了解到政策行動需要時間，去影響未來經濟，所以決定加息。今次加息是2006年6月來首次。由於樓價下跌，經濟發展亦有放慢迹象，聯儲局在2007年9月開始減息，加上金融危機，聯儲局在2008年12月將利率降至歷來最低，超低利率維持七年。[135]
  - 西班牙首相拉霍伊出席競選活動時被拳擊受傷，一名青年被捕。拉霍伊遇襲時正在北部城市蓬特韋德拉拉票，其間在街上與市民交談，突然被人揮拳擊中面部，眼鏡飛脫，保鑣隨即制服及拘捕該名17歲青年，他被押上警車時豎起手指公，展示勝利姿態，引來現場的人拍掌歡呼。拉霍伊事後繼續競選活動，他面部有紅腫，面對傳媒時展露笑容，又表示自己感覺良好，沒有問題。西班牙大選在12月20日舉行，民調預測拉霍伊所屬的人民黨可望勝出，但由於削減福利影響選情，令人民黨可能無法保留過半議席控制國會。[136]

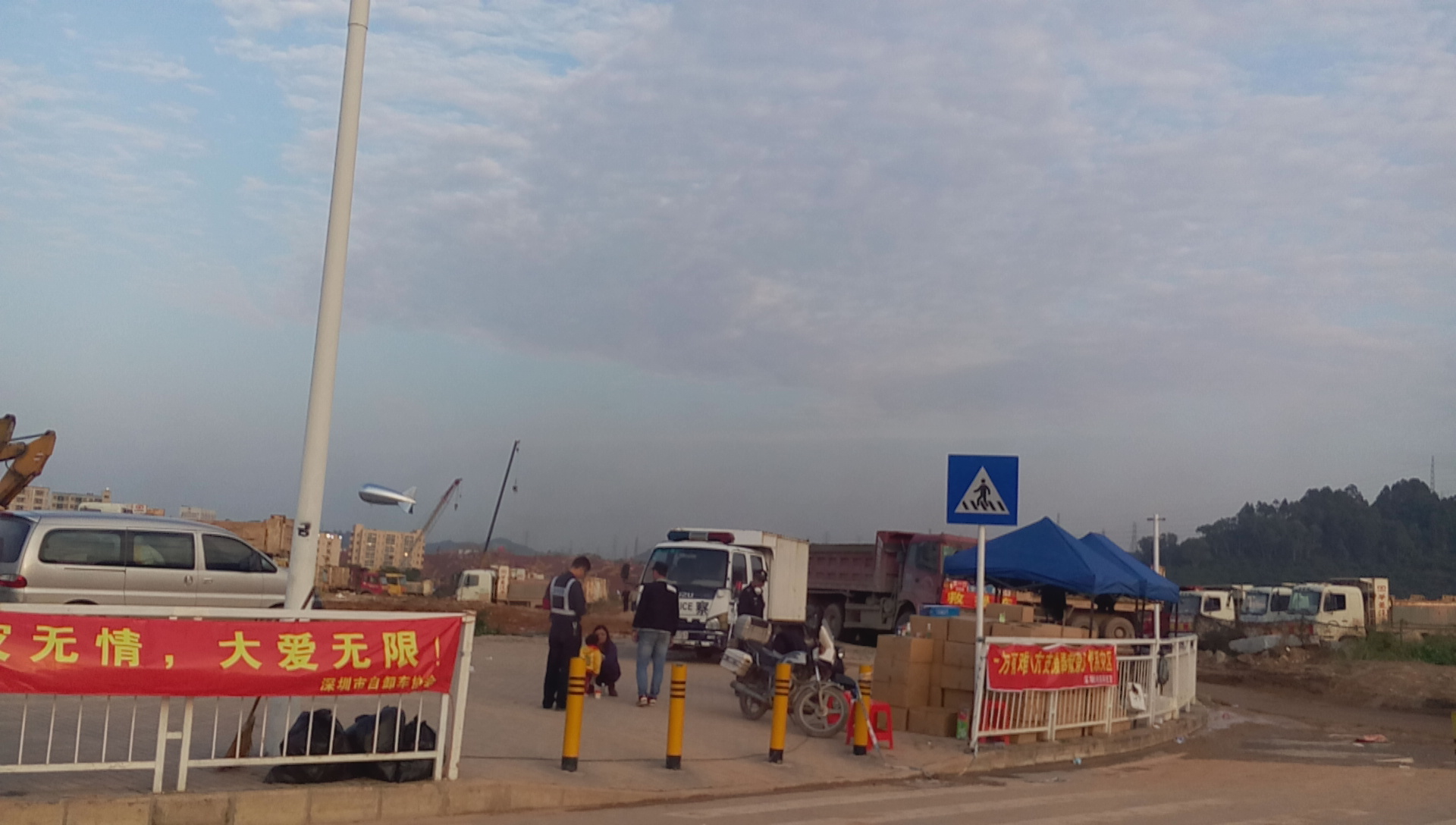
堆填區傾瀉現場

- 12月18日——星際大戰七部曲：原力覺醒（Star Wars Episode VII: The Force Awakens）由華特迪士尼工作室電影發行，在美國上映。與星際大戰六部曲：絕地大反攻（Star Wars Episode VI: Return of the Jedi）間隔三十二年，創造影史上最久才推出的續曲。成為北美及全球影史上映收入第三高的電影（不考慮通脹因素）。
- 12月20日：
  - 中國深圳光明新區發生大規模堆填區泥土傾瀉，波及附近的工業園和民居，多達33幢大廈被摧毀倒塌並被掩埋或受損，釀成69死8失蹤16傷[137][138]，逾900人安全逃出，搜救人員在泥堆中救出1名生還者[139]。初步調查指，事故涉及違規堆放施工挖出的泥土。中共中央總書記習近平代表黨中央作出重要指示，要求全力組織搜救，盡力減少傷亡。國務院總理李克強作出重要批示，要求全力救災，盡量減低傷亡，國務院派出工作組到現場協助。有民眾拍攝到山泥塌下來一刻，整棟房屋被沖毀，大量泥石湧下山，掩埋樓房。由高空看到附近一排樓房倒塌，部分碎裂傾斜，消防表示山泥掩埋範圍達十多萬平方米。有廠商事發時正與客戶談生意，見到發生山泥傾瀉立即逃離現場，期間有泥漿不斷湧出，之後整幢大樓就倒塌。目擊者表示像地震一樣，當山泥倒下來時便逃跑，許多人沒跑出來。事發在早上11時四40分左右，深圳光明新區恒泰工業園附近發生山泥傾瀉，並導致煤氣管道爆炸。工業園旁邊的民居，部分房屋亦受到波及，堆積的山泥最高達20米。當局動員1,500多人搜救，東莞、佛山和廣州消防員亦加入。搜救人員用挖泥機搜索犬和生命探測儀尋找被埋的人。內地傳媒報道，初步懷疑有人不斷將施工挖出的泥土靠著山坡違規堆放，造成滑波。有村民表示，山坡原本是採石場，後來荒廢，近兩年有人在該處堆放泥土，大約三層樓高。[140]
  - 印尼一艘載有118人的客輪在蘇拉威西對開海面翻沉，造成3死74失蹤41獲救[141]，估計失蹤乘客生還機會渺茫。生還者之中，有4人由經過的漁船救起，他們說，客輪遇到巨浪之後翻沉。獲救的其中一人是船長，他被漁民救起時身體狀況虛弱，當局稍後會要求他協助調查。另一名生還者形容，出事時聽到一聲巨響，船身翻側，與家人一起被拋出船外，之後與家人失去聯絡。客輪12月19日上午由東南部科拉卡港出發，原定前往南部錫瓦港，其後發出求救訊號，表示引擎故障和入水，之後失去聯絡。當局派出6艘救援船協助搜救。
  - 敘利亞西北部、由反政府分子控制的伊德利卜被戰機空襲，造成43死170餘傷，當地居民和人權組織表示，是受俄羅斯戰機轟炸，俄方未有評論。遇襲的包括民居、市集、政府建築物等，救援人員在瓦礫中移走遺體。俄羅斯9月起參與空襲敘利亞，但被外界指多次轟炸反政府分子據點，而非空襲極端組織伊斯蘭國。[142]
  - 西班牙舉行大選，沒有政黨獲得過半數議席，須商討籌組聯合政府。主要反對黨工人社會黨和我們能黨，都表明不會和執政人民黨合作，預料籌組聯合政府過程將十分艱巨。執政人民黨獲得123席在各黨派中最多，但卻是歷來大選中最差的成績，比上屆的186席大幅減少，離國會過半數議席亦有很大差距，首相拉霍伊承認四年執政期間，很多政策都不受歡迎，但都是為國家好。他又說，會籌組一個穩定的政府，不過暫時仍未有傾向和甚麼黨派合作。和人民黨壟斷西班牙政壇多年的工人社會黨亦只得到90席，領袖桑切斯承認結果顯示西班牙人求變，政局將會進入新局面。工人社會黨之後召開記者會，表示會向人民黨和拉霍伊說「不」，拒絕和他們籌組聯合政府。令兩大黨遭受挫敗的是近年冒起的多個政黨，包括獲得69席排名第三的「我們可以」黨。領袖伊格萊西亞斯說，很高興看到西班牙「變天」。他之後亦在記者會上表明，不會允許人民黨籌組聯合政府再次執政。有分析認為，獲最多和第二多議席的人民黨和工人社會黨合組聯合政府的機會較微，而單是左翼或右翼陣營在眾議院議席亦不過半，聯合政府有可能要由多個黨合組，各黨商討過程將會非常艱巨，預計需要幾個星期，甚至幾個月。[143]
- 12月22日：
  - SpaceX「獵鷹9號」升空後成功回收美國太空探索公司（SpaceX）火箭「獵鷹9號」（Falcon 9）21日將11枚衛星送上太空之後，15層樓高的第一節火箭順利返回到地球。SpaceX評論員表示，這是SpaceX極為成功的一次返航。
- 12月23日至12月27日——美國中部和南部多個州出現極端天氣，至少34人死亡。得州達拉斯受風暴及龍捲風吹襲，至少11人死亡，其中加蘭鎮災情最嚴重，龍捲風吹毀600幢民居。在龍捲風吹襲期間，達拉斯-沃斯堡國際機場一度關閉，而一場美國職業籃球賽亦要延遲開賽。另外，得州西部及新墨西哥有狂風暴雪，新墨西哥進入緊急狀態。[144]
- 12月24日——尼日利亞南部一間天然氣廠晚上發生爆炸並引發大火，造成100多人死亡。當時有一輛貨車正在廠內裝卸天然氣，期間發生爆炸，爆炸威力相當猛烈，現場出現一團火球，工廠被嚴重損毀，附近多處民居亦受到波及。[145]
- 12月25日——中華民國桃園升格直轄市1週年。
- 12月31日——中國人民解放軍將軍事部門正式分為陸軍、海軍、空軍、火箭軍、戰略支援部隊五個軍種。

## 逝世
2015年逝世人物列表：1月 - 2月 - 3月 - 4月 - 5月 - 6月 - 7月 - 8月 - 9月 - 10月 - 11月 - 12月

## 諾貝爾獎
- 物理學：梶田隆章、阿瑟·麥克唐納
- 化學：托马斯·林达尔 - 保罗·莫德里奇 - 阿齐兹·桑贾尔
- 醫學：威廉·塞西爾·坎貝爾、大村智、屠呦呦
- 文學：斯維拉娜·亞歷塞維奇
- 和平：突尼西亞全國對話四方集團
- 經濟學：安格斯·迪頓

## 虛構作品的2015年
- 《新世紀福音戰士》（新世紀エヴァンゲリオン）：2015年6月22日，使徒侵略地球。
- 《回到未來II》（Back to the Future Part II）：布朗博士將馬蒂和珍妮佛拉上了他所發明的時間機器，飛往2015年10月21日。
- 1997年8月18-22日香港商業電台廣播劇《新人類年代記三部曲》第一部曲: 《2015不死鳥之謎》（張學友、梁詠琪、謝君豪、黃偉文、蘭茜、顏聯武、胡蓓蔚及陳曉東聲演）